# Bamako
Pour les articles homonymes, voir Bamako (homonymie).
Bamako est la plus grande ville du Mali et sa capitale depuis 1960. Dotée d'un important port fluvial sur le Niger et centre commercial rayonnant sur toute la sous-région, la ville est aussi le principal centre administratif du pays, ainsi que le siège du district de Bamako. Elle compte, en 2025, 3 180 340 habitants, appelés les Bamakois et les Bamakoises. Son rythme de croissance urbaine est actuellement le plus élevé d'Afrique (et le sixième au monde).
Bamako constitue depuis 1978 un district qui a rang de région dans l'organisation administrative malienne. Il est composé de six communes urbaines dirigées par des maires élus (Adama Sangaré est le maire du district de Bamako). Selon la réforme de 2023, le district de Bamako constitue une collectivité territoriale unique divisée en sept arrondissements.

## Histoire

### De la préhistoire auXIXesiècle
Le site de Bamako a été occupé dès la préhistoire comme l’ont confirmé les fouilles archéologiques de Magnambougou.

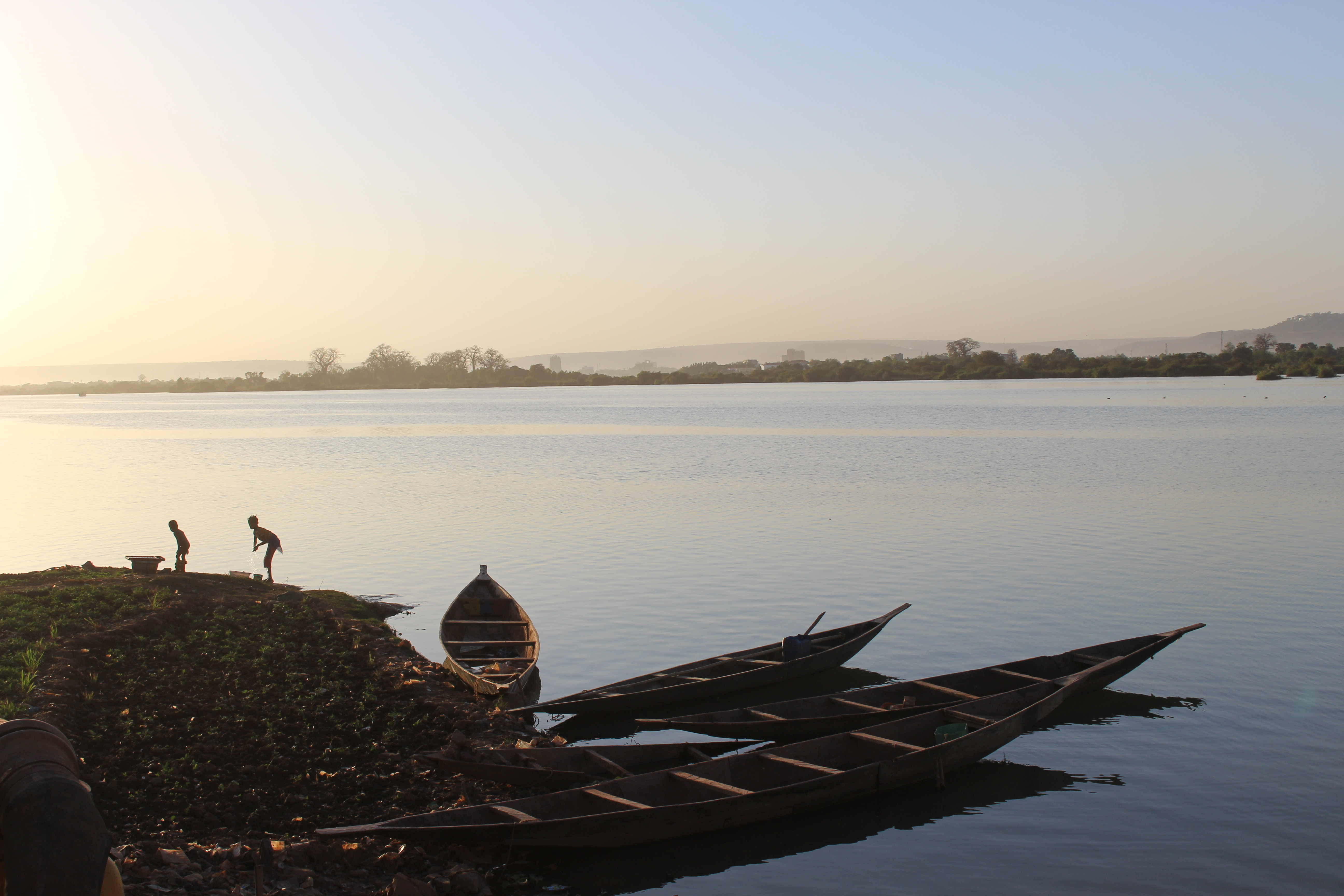
Le fleuve Niger aux environs de Bamako.

Bamako (qui signifie en bamaba « marigot du crocodile »), est fondée au XVIe siècle par les Niaré, anciennement appelés Niaré, qui sont des soninkés à l'origine. Le crocodile étant le fétiche de Bamako, on lui offrait à manger chaque année une jeune fille vierge.
Simballa Niaré, un chasseur venu du Kaarta (cercle de Diangounté, région de Nioros), un village soninké, choisit le site de Bamako. Mais c'est son fils aîné, Diamoussa Niaré surnommé Diamoussan Djan (à cause de sa grande taille), qui fonde la ville dont Niaréla (quartier des Niaré) est un des plus anciens quartiers.
Les trois crocodiles qui symbolisent Bamako tirent leur origine des trois marigots qui traversaient Bamako : Lido, Diafarana et Bèlèsôkô. Ces marigots se rejoignaient à 500 mètres de l'actuel Hôtel de l'Amitié de Bamako pour ensuite se jeter dans le fleuve Niger.
À la fin du 19e siècle, Bamako est un village de 600 habitants. Le 1er février 1883, les colonisateurs français, conduits par Borgnis-Desbordes, y entrent. La même année naît Amadou Coumba Niaré (1883-1963) qui sera l'un des premiers instituteurs de Bamako après avoir été le premier fils de chef traditionnel à fréquenter l'école française. Après le décès de son grand-frère Maridiè Niaré en 1956, Amadou Coumba devient chef de la province de Bamako. Mais il ne règne que deux ans avant l'abolition de la chefferie traditionnelle en 1958.
En 1895, la ville devient un chef-lieu de cercle puis la capitale du Haut Sénégal-Niger le 17 octobre 1899, et enfin la capitale du Soudan français en 1920.
En 1904, le chemin de fer Dakar-Niger est inauguré. En 1905 débute la construction de l’Hôpital du point G. Entre 1903 et 1907 est construit le palais de Koulouba où réside le gouverneur. C'est aussi là que siège la présidence de la République à partir de l’indépendance en 1960.
Le 20 décembre 1918, Bamako est décrétée commune mixte et dirigée par un administrateur-maire.
Henri Terrasson de Fougères, gouverneur intérimaire (en 1920 et 1921), puis gouverneur du Soudan français de 1924 à 1931. Il fera de nombreux aménagements urbains.
En 1927 est construite la cathédrale. La Maison des artisans est créée en 1931. En 1947, un premier pont sur le Niger est érigé. La grande mosquée est bâtie en 1948.
Le 18 novembre 1955, la loi transforme Bamako en commune de plein exercice. Modibo Keïta est élu maire le 16 novembre 1956. Le 22 septembre 1960, l’indépendance du Mali est proclamée et Bamako en devient la capitale.

### Domination coloniale française

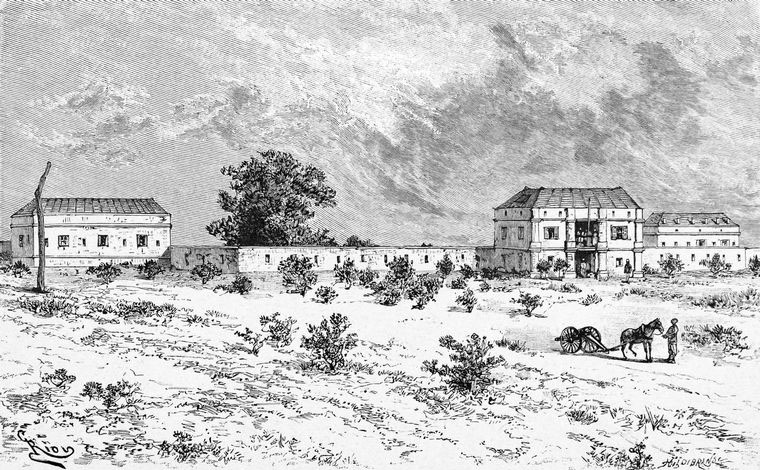
Le fort construit en 1883.

À la fin du XIXe siècle, Bamako est un gros village fortifié d'environ 600 habitants, lorsque le 1er février 1883, les Français y pénètrent avec Gustave Borgnis-Desbordes.

En 1895, elle devient chef-lieu de cercle avant de devenir capitale du Haut-Sénégal et Niger le 17 octobre 1899, puis du Soudan français en 1920.

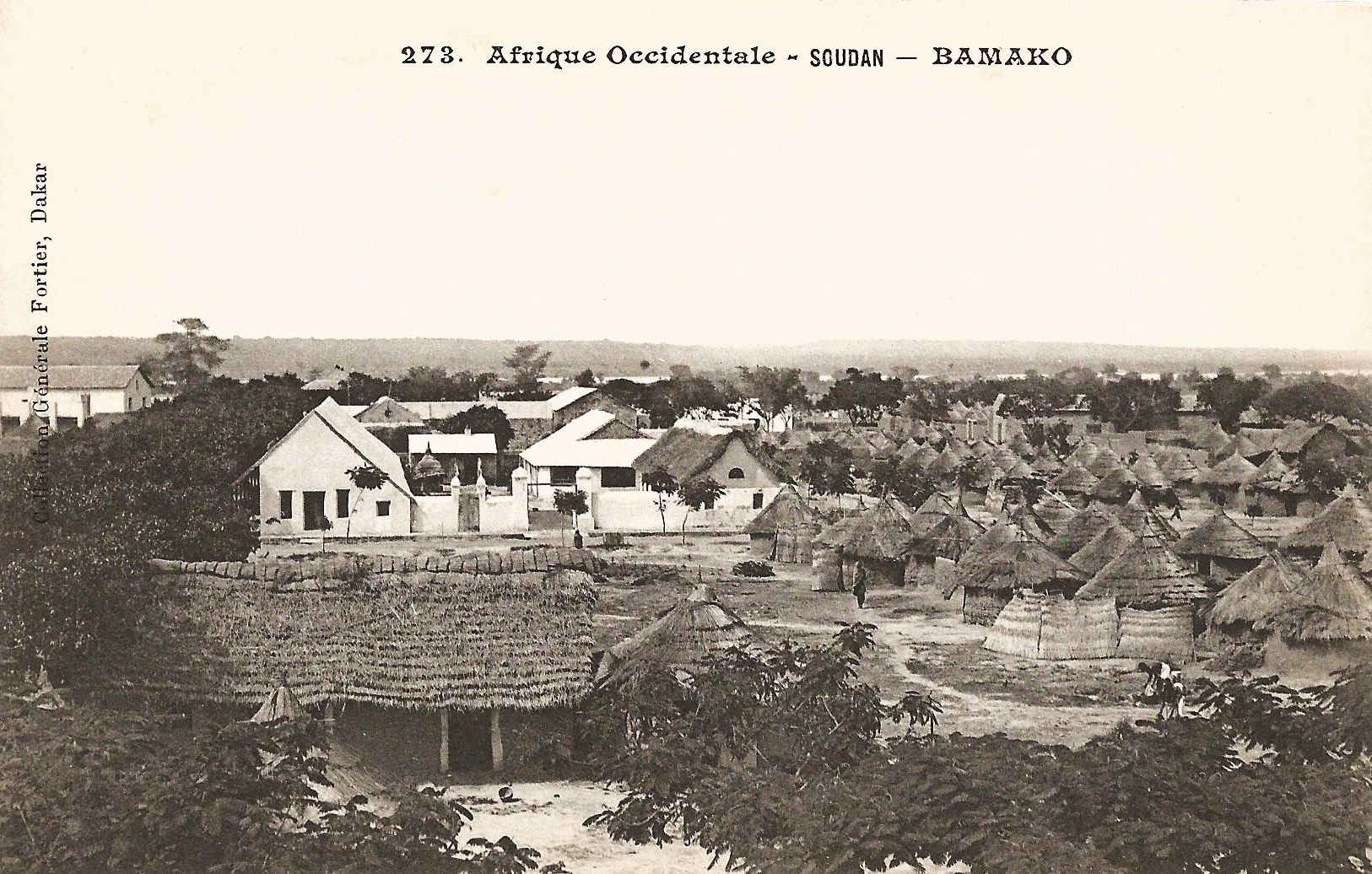
Bamako au début du XXe siècle.
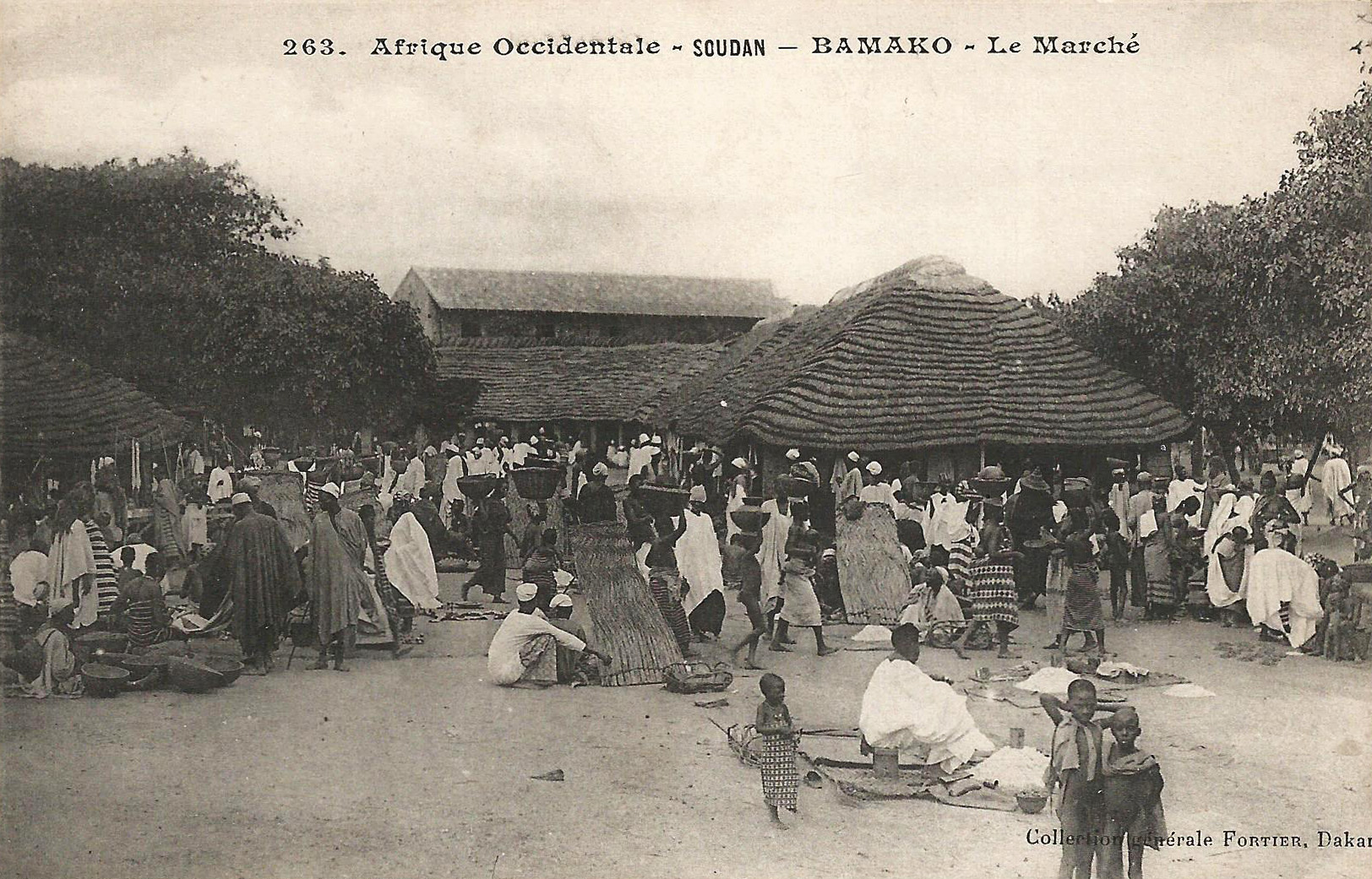
Le marché de Bamako.
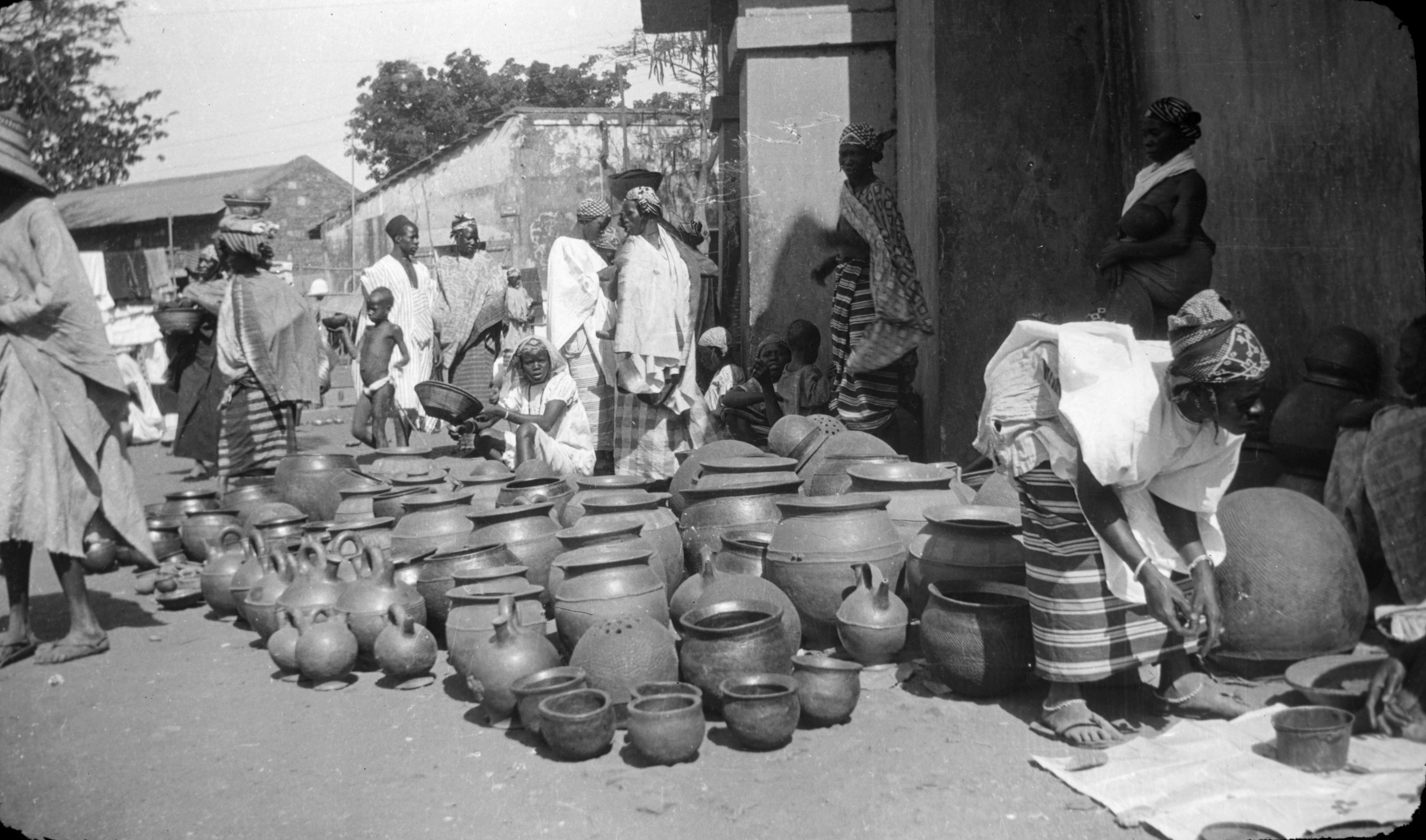
Le marché aux poteries en 1909.
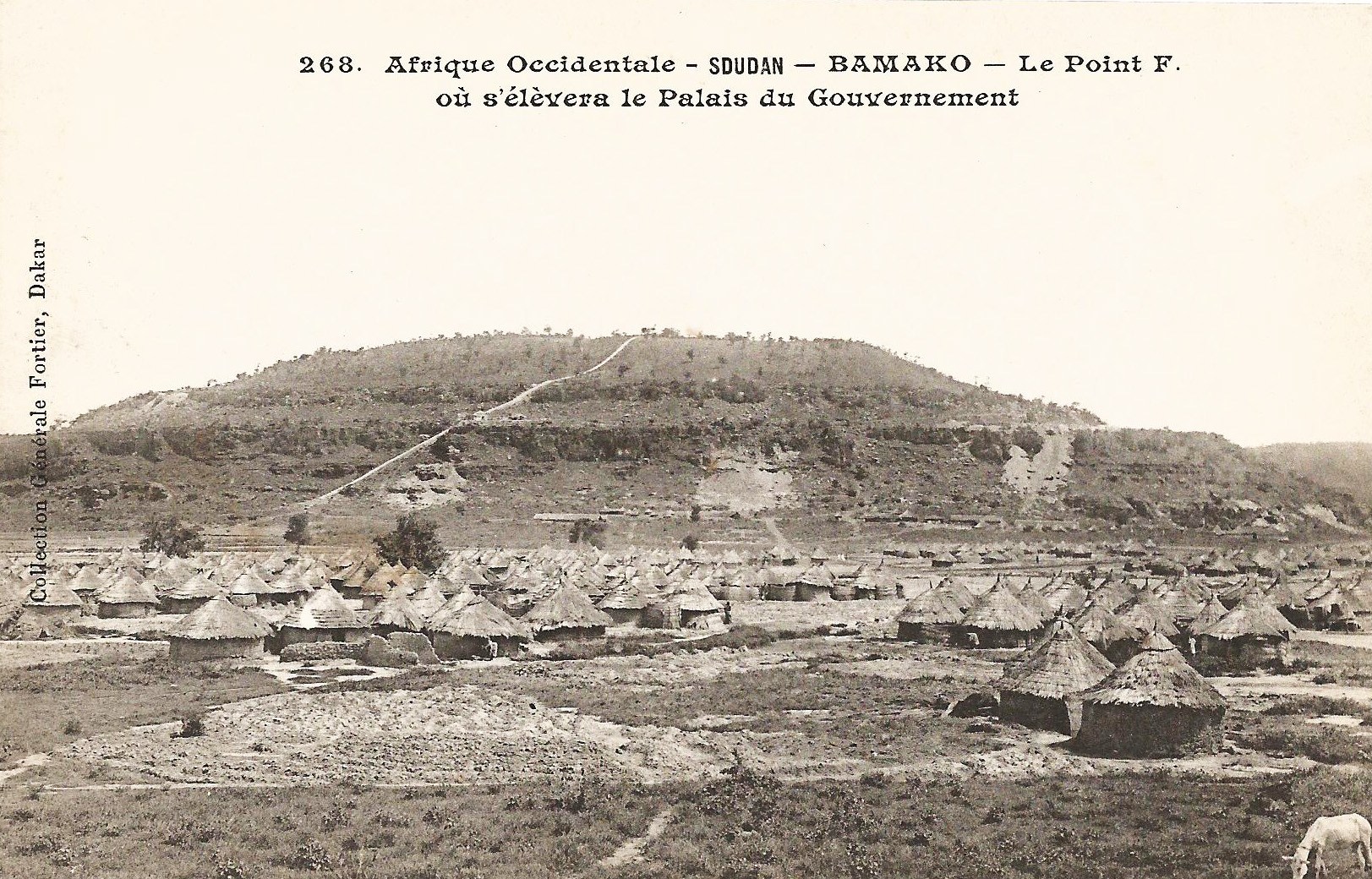
La colline où sera édifié le Palais du Gouvernement colonial.

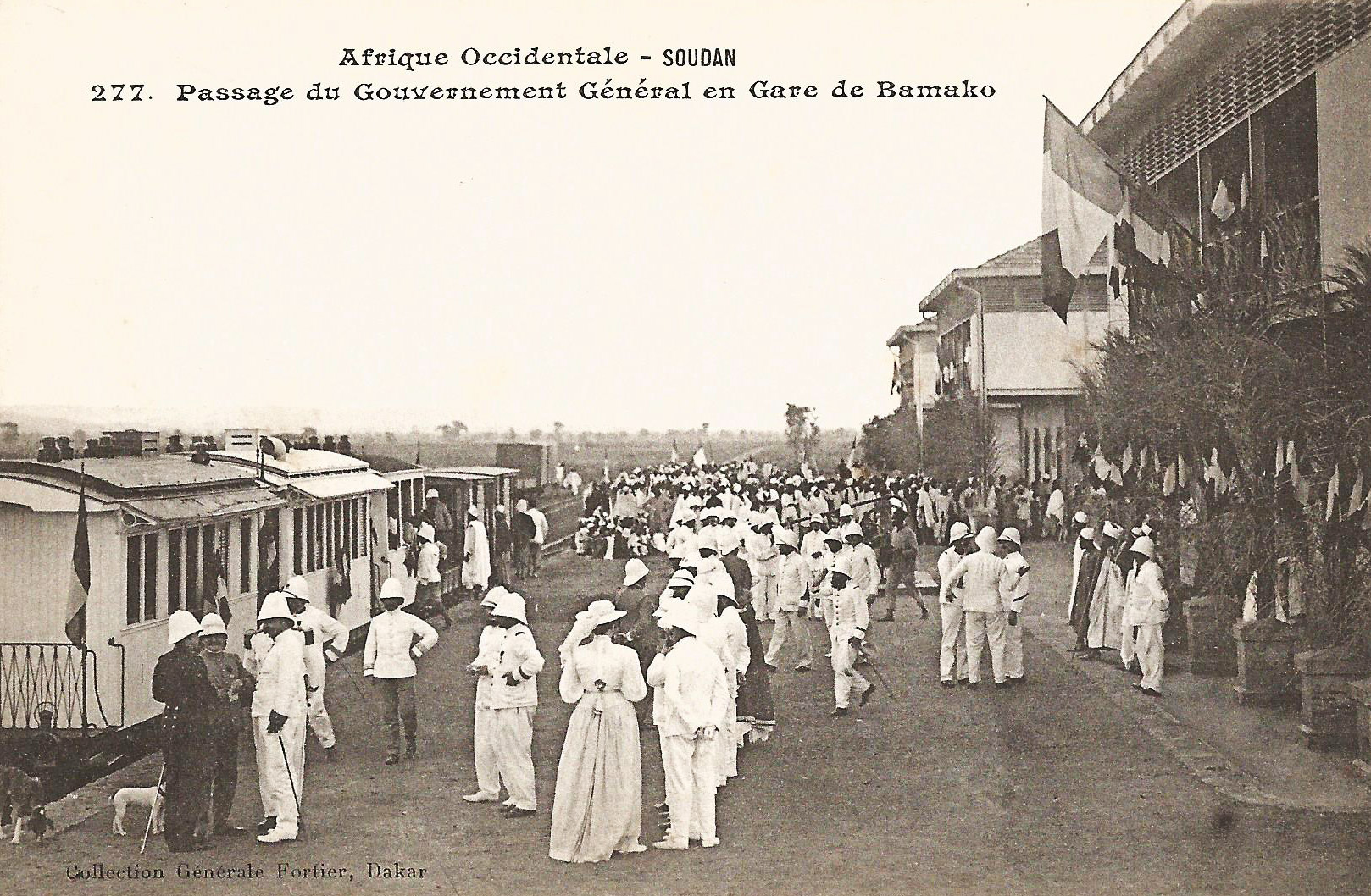
Passage du Gouvernement Général en gare de Bamako.

En 1904, la ligne du chemin de fer Dakar-Niger est inaugurée. En 1905, commence la construction de l’Hôpital du point G. Entre 1903 et 1907 est construit le palais de Koulouba, palais du gouverneur puis siège de la présidence de la République à partir de l’indépendance en 1960.

Le 20 décembre 1918, un arrêté général érige Bamako en commune mixte, dirigée par un administrateur-maire.

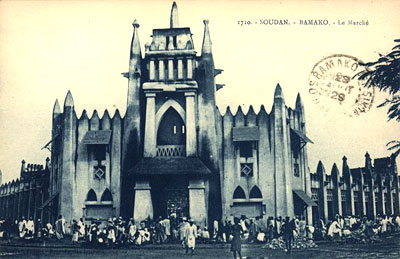
Le Marché rose en 1929.

Henri Terrasson de Fougères, gouverneur intérimaire (en 1920 et 1921), puis gouverneur du Soudan français (actuel Mali) du 26 février 1924 à 1931, réside au palais de Koulouba. Il est à l'origine d'un grand nombre d'aménagement urbains.
En 1927, est construite la cathédrale du Sacré-Cœur-de-Jésus. La Maison des artisans est créée en 1931. En 1947, un premier pont sur le Niger est édifié. La grande mosquée est construite en 1948.
Le 18 novembre 1955, la loi transforme Bamako en commune de plein exercice. Modibo Keïta est élu maire un an plus tard, le 16 novembre 1956.

### Depuis l'indépendance
Le 22 septembre 1960, l’indépendance du Mali est proclamée et Bamako en devient la capitale.

Le Grand Marché en 1972.

Après le coup d’État militaire de Moussa Traoré en 1968, la ville est dirigée par un administrateur délégué, poste tenu entre 1969 et 1970 par le chef de bataillon Balla Koné, puis par le capitaine Sékou Ly entre 1970 et 1978.
Par une ordonnance du 12 juillet 1977, Bamako devient un district, collectivité décentralisée régie par un statut particulier et composé de six communes. Elle est dirigée à partir de 1978 par un gouverneur assisté de deux adjoints et quarante conseillers de district. Se succèdent comme gouverneur le chef d’escadron Oumar Coulibaly (1978-1981), le chef d’escadron Moussa Keïta (1981-1983), Yaya Bagayogo (1983-1990), Abdoulaye Sacko (1990-1991), madame Sy Kadiatou Sow (1991-1994) et le lieutenant-colonel Karamoko Niaré (1994-1998).
La loi du 11 février 1993 définit le district de Bamako comme une collectivité territoriale dotée de la personnalité morale et de l’autonomie financière. À partir de 1998, le district est dirigé par un maire. Ibrahima N'Diaye est le premier maire élu et dirige le district entre 1998 et 2003. Moussa Badoulaye Traoré est élu maire du district en 2003. À sa mort en 2007, Adama Sangaré lui succède et est réélu en 2009.
Le 20 novembre 2015, se déroule une prise d’otage dans l'hôtel Radisson Blu. Un bilan provisoire fait état de vingt-trois morts.
En 2019, la ville connait une canicule record, qui provoque plus de 550 décès au mois d'avril.

## Géographie

### Géographie physique
Située sur les rives du fleuve Niger, appelé « Djoliba » (« le fleuve du sang ») en mandingue, la ville de Bamako est construite dans une cuvette entourée de collines. Elle s’étend d'ouest en est sur 22 km et du nord au sud sur 12 km, pour une superficie de 267 km2.
Le district de Bamako compte une forêt classée, celle de Koulouba qui s’étend sur une superficie de 2 010 ha.

### Climat
Bamako occupe la frange correspondant à la zone de la Savane soudanienne occidentale. Elle bénéficie de ce fait d'un climat tropical assez humide, avec un total des précipitations annuelles de 878 millimètres, mais avec une saison sèche et une saison des pluies bien marquées. Le mois le plus sec ne reçoit en effet pas la moindre goutte de pluie (précipitation égale à 0 mm en décembre) tandis que le mois le plus pluvieux est bien arrosé (précipitations égales à 234 mm en août). Les pluies régulières estivales permettent le développement d'une savane arborée ainsi que la culture de plantes telles que le sorgho, le maïs et le coton.
| Mois                              | jan. | fév. | mars | avril | mai  | juin  | jui.  | août | sep.  | oct. | nov. | déc. | année |
| --------------------------------- | ---- | ---- | ---- | ----- | ---- | ----- | ----- | ---- | ----- | ---- | ---- | ---- | ----- |
| Température minimale moyenne (°C) | 17,3 | 20   | 23,1 | 25,2  | 25,3 | 23,4  | 22    | 21,6 | 21,6  | 21,5 | 19,2 | 17,4 | 21,5  |
| Température moyenne (°C)          | 25,1 | 27,8 | 30,2 | 31,6  | 31,4 | 29,1  | 26,8  | 26,1 | 26,6  | 27,7 | 26,5 | 24,8 | 27,8  |
| Température maximale moyenne (°C) | 32,7 | 35,9 | 37,9 | 38,7  | 37,8 | 34,8  | 31,6  | 30,8 | 31,9  | 34,4 | 34,7 | 32,5 | 34,5  |
| Précipitations (mm)               | 0,2  | 0,1  | 1,9  | 25,1  | 46,2 | 121,2 | 217,7 | 234  | 164,6 | 65,4 | 2,4  | 0    | 878,8 |

## Démographie
L'accroissement démographique de Bamako est important : 2 500 habitants en 1884, 8 000 habitants en 1908, 37 000 habitants en 1945, près de 100 000 en 1960 lors de l’indépendance du Mali. L’agglomération compte, en 2009, 1 809 106 habitants et continue d'attirer une population rurale en quête de travail. Cet accroissement peu contrôlé entraîne des difficultés importantes en termes de circulation, d’hygiène (accès à l’eau potable, assainissement) et de pollution.
| 1884  | 1908  | 1929   | 1945   | 1976    |
| ----- | ----- | ------ | ------ | ------- |
| 2 500 | 8 000 | 15 596 | 37 000 | 419 239 |

| 1987    | 1998      | 2009      | 2020      | 2023      |
| ------- | --------- | --------- | --------- | --------- |
| 658 275 | 1 016 167 | 1 810 366 | 2 529 300 | 2 777 902 |

Entre 1998 et 2009, la population a été multipliée par près de 1,8, soit un taux annuel d'accroissement moyen de 4,8 %.
Les femmes représentent 49,8 % de la population.
L'aire urbaine de Bamako compte 2 009 109 habitants en 2009.
Située à 1 000 kilomètres de Dakar et Abidjan, à 850 kilomètres de Ouagadougou et à 120 kilomètres de la frontière guinéenne, Bamako est devenu un carrefour de l’Afrique de l'Ouest et accueille une population variée, composée des différentes ethnies présentes au Mali mais aussi issues des pays limitrophes.

## Langues
Jusqu'en 2023 avec la prise de pouvoir d'Assimi Goïta, le français est la langue officielle du Mali, utilisée par l'État, l'administration et l'enseignement. Le bambara, une langue mandé qui est l'une des treize langues nationales du Mali, est cependant la langue véhiculaire du pays, dont Bamako, et est largement utilisée dans la vie quotidienne. Elle est la principale langue maternelle au Mali (46 %) et également la plus parlée. La langue malinké ou Maninka est aussi la langue la plus parlée, voire à 100 % dans les régions du Mandingues du Mali. La langue malinké était autrefois la langue nationale de l'empire du Mali, à l'époque du Mandingues[réf. nécessaire].

## Lieux de culte
Parmi les lieux de culte, il y a principalement des mosquées. Il y a aussi des églises et des temples chrétiens : archidiocèse de Bamako (Église catholique), Église chrétienne évangélique du Mali (Union mondiale de l'Alliance), Assemblées de Dieu.

## Administration

### Communes et quartiers
Avant la réforme administrative de 2023, le district de Bamako est divisé en six communes par l’ordonnance du 18 août 1978 modifiée par la loi de février 1982. De 1978 à 2023, le district de Bamako est composé de 6 communes, depuis la réforme administrative de 2023, il compte 7 arrondissements.
| 6 communes  | 66 quartiers | Superficie (km2) | Population (2009) | Variation % (1998-2009) | Population (2023) |
| ----------- | ------------ | ---------------- | ----------------- | ----------------------- | ----------------- |
| Commune I   | 9            | 34,26            | 334 886           | 5,1                     | 513 863           |
| Commune II  | 11           | 16,81            | 159 360           | 2,1                     | 244 529           |
| Commune III | 20           | 23,00            | 128 666           | 2,4                     | 197 431           |
| Commune IV  | 8            | 37,68            | 304 526           | 4,6                     | 467 278           |
| Commune V   | 8            | 41,59            | 413 266           | 7,5                     | 634 133           |
| Commune VI  | 10           | 88,82            | 469 662           | 7,1                     | 720 669           |

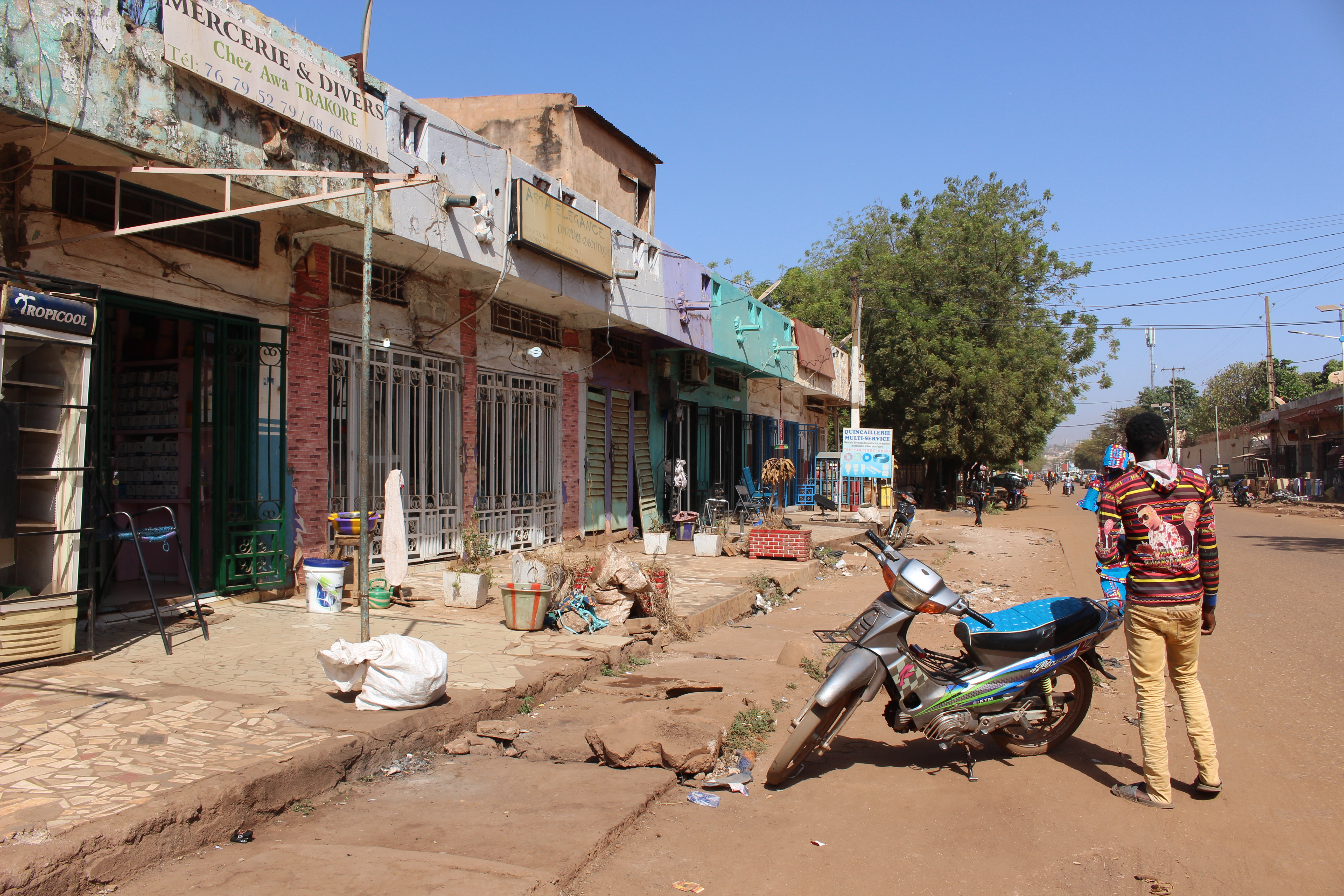
Une rue de Korofina.

La commune I compte 256 216 habitants. Limitée au nord par la commune rurale de Dialakorodji (cercle de Kati), à l'ouest par la Commune II, au nord-est par la commune rurale de Sangarébougou (cercle de Kati), à l'est par la commune rurale de Gabakourou III et au sud par le fleuve Niger, elle couvre une superficie de 34,26 km2. Neuf quartiers composent cette commune : sont Banconi, Boulkassombougou, Djélibougou, Doumanzana, Fadjiguila, Sotuba, Korofina Nord, Korofina Sud et Sikoroni.

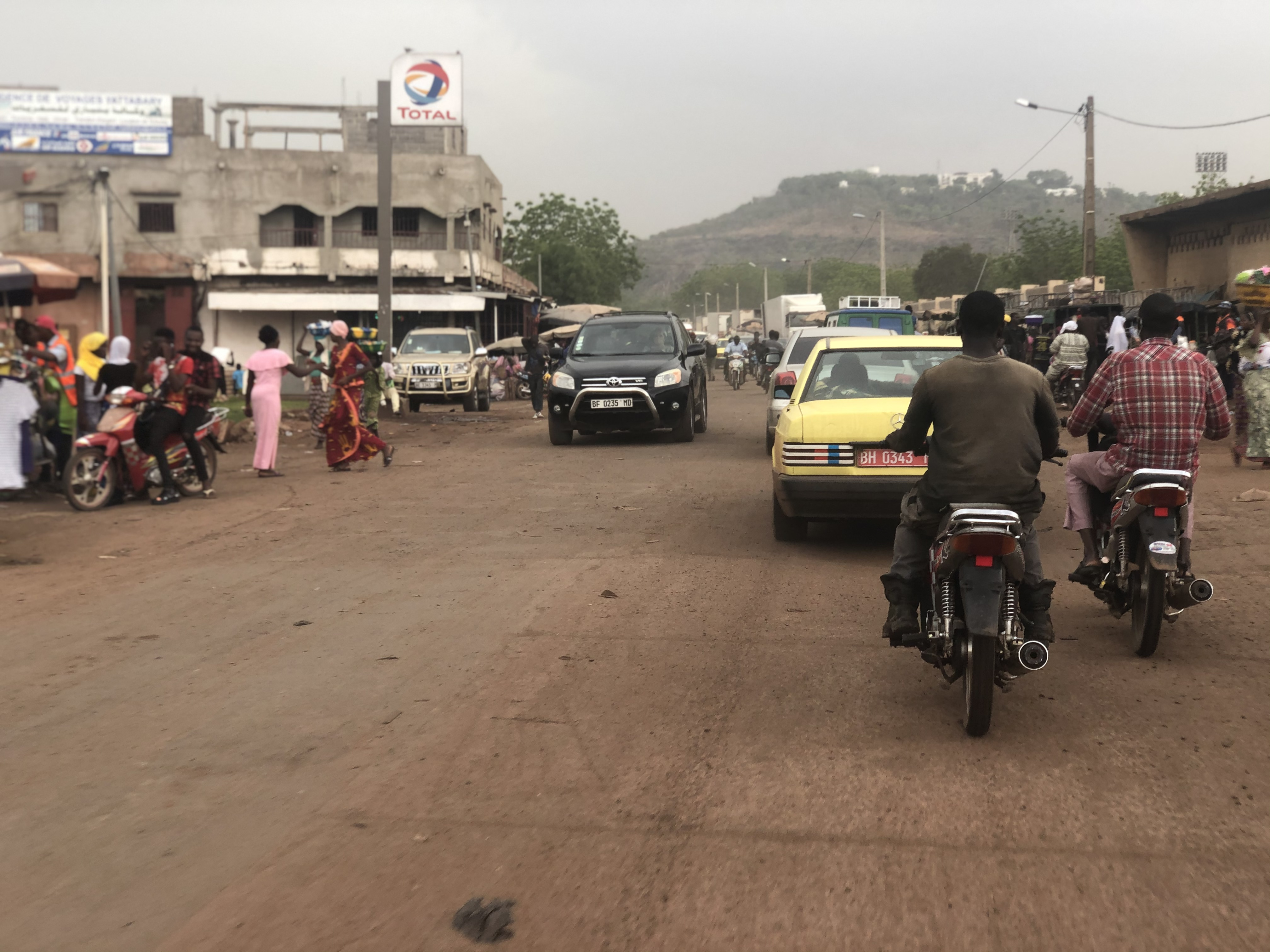
Circulation à Missira.

La commune II, limitée à l'est par le marigot de Korofina, à l'ouest par le pied de la colline du Point G, au nord par la limite nord du District et au sud par le lit du fleuve Niger, couvre une superficie de 16,81 km2 et compte une population de 160 680 habitants. La commune compte onze quartiers : Niaréla (le plus ancien où réside la famille des fondateurs de Bamako), Bagadadji, Médina-coura, Bozola, Missira, Hippodrome, Quinzambougou, Bakaribougou, TSF, Zone industrielle et Bougouba. La commune abrite 80 % des industries du Mali.

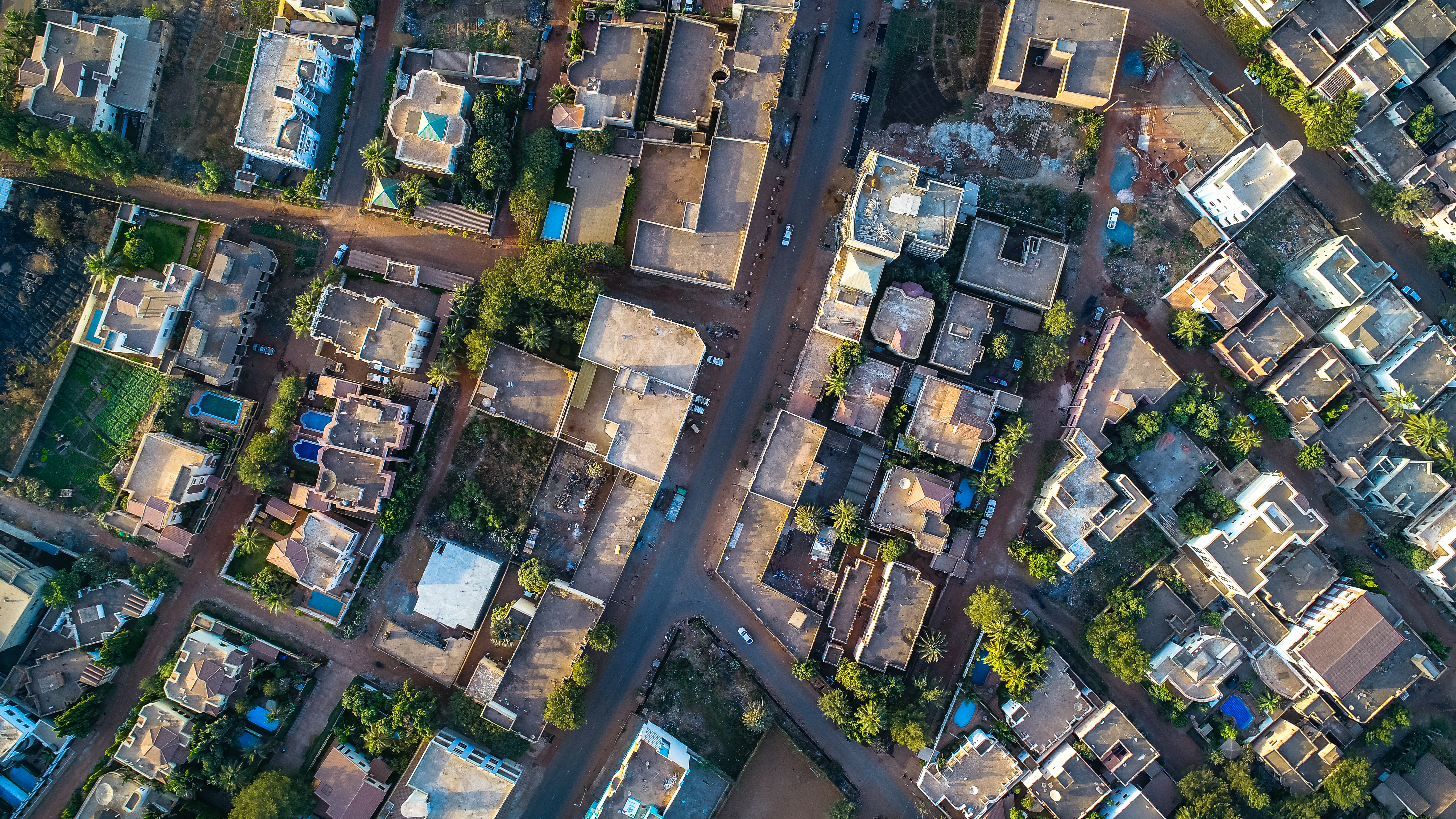
Vue aérienne du quartier ACI 2000.

La commune III est limitée au nord par le cercle de Kati, à l’est par le boulevard du Peuple qui la sépare de la Commune II, au sud par la portion du fleuve Niger, comprise entre le pont des Martyrs et le Motel de Bamako, et à l’ouest, par la rivière Farako à partir du Lido, l’Avenue Cheick Zayed El Mahyan Ben Sultan et route ACI 2000, couvrant une superficie de 23 km2. Sa population est de 119 287 habitants. La commune III est le centre administratif et commercial de Bamako. Elle accueille notamment les deux plus grands marché de la capitale, le Grand marché Dabanani et Dibida. Vingt quartiers composent cette commune et les villages de Koulouninko et Sirakorodounfing ont été rattachés à la Commune III.
La Commune IV, limitée à l'est par la Commune III, au nord et à l'ouest par le cercle de Kati et au sud par la rive gauche du fleuve Niger, couvre une superficie de 36 768 hectares, avec une population de plus de 200 000 habitants en 2001 la commune IV est composé de huit quartiers : Taliko, Lassa, Sibiribougou, Djicoroni Para, Sébénikoro, Hamdallaye, Lafiabougou et Kalabambougou.
La Commune V couvre une superficie de 41 km2. Elle est limitée au nord par le fleuve Niger, au sud par la zone aéroportuaire et la commune de Kalanban-Coro, à l'est par la Commune VI et le Niger. Elle est composée de huit quartiers Badalabougou, Sema I, Quartier Mali, Torokorobougou, Baco-Djicoroni, Sabalibougou, Daoudabougou et Kalaban-Coura et compte 249 727 habitants.
La commune VI avec une superficie de 8 882 hectares est la plus vaste du district de Bamako. Sa population est d’environ 600 000 habitants. Elle est constituée de dix quartiers : Banankabougou, Djanékéla, Faladié, Magnambougou, Missabougou, Niamakoro, Sénou, Sogoniko, Sokorodji et Yrimadio.
Bamako est également érigé en district avec un maire élu par l’ensemble des conseillers.

### Conseils communaux et élections
Chaque commune est gérée par un conseil communal et un maire élu en son sein. Les dernières élections communales ont eu lieu en 2016.
L’Adéma-Pasj est arrivé largement en tête devant l’Urd et le Rpm.
| Parti                | Commune I | Commune II | Commune III | Commune IV | Commune V | Commune VI | Total District |
| -------------------- | --------- | ---------- | ----------- | ---------- | --------- | ---------- | -------------- |
| Adéma-Pasj           | 11        | 14         | 14          | 6          | 12        | 16         | 73             |
| Urd                  | 6         | 7          | 7           | 4          | 14        | 7          | 45             |
| Rpm                  | 7         | 3          | 5           | 11         | 5         | 5          | 35             |
| Mpr                  | 4         | 4          | 0           | 3          | 7         | 9          | 27             |
| Cnid                 | 0         | 4          | 3           | 0          | 7         | 4          | 18             |
| Codem                | 6         | 3          | 0           | 0          | 0         | 0          | 9              |
| Udd                  | 0         | 2          | 0           | 4          | 0         | 0          | 6              |
| Pdr                  | 4         | 0          | 0           | 0          | 0         | 0          | 4              |
| Listes indépendantes | 8         | 0          | 8           | 17         | 0         | 0          | 33             |
| Total                | 45        | 37         | 37          | 45         | 45        | 41         | 250            |

La Section administrative de la Cour suprême a confirmé l’annulation de l’élection de l’indépendant Moussa Mara à la mairie de la commune IV de Bamako. Une délégation spéciale va être mise en place en attendant de nouvelles élections.
À l’issue de ces élections, les six conseils communaux ont élu leur maire :
| 6 communes  | 66 quartiers | Maires                                                        | Partis      |
| ----------- | ------------ | ------------------------------------------------------------- | ----------- |
| Commune I   | 9            | Konté Fatoumata Doumbia                                       | Adéma-Pasj  |
| Commune II  | 11           | Youssouf Coulibaly                                            | Adéma-Pasj  |
| Commune III | 20           | Abdel Kader Sidibé                                            | Adéma-Pasj  |
| Commune IV  | 8            | Jusqu'au 26 novembre 2009 (scrutin annulé) Moussa Mara        | Indépendant |
| Commune IV  | 8            | Délégation spéciale entre le 3 février 2010 et le 7 mars 2011 | -           |
| Commune IV  | 8            | depuis le 7 mars 2011 Moussa Mara                             | Indépendant |
| Commune V   | 8            | Boubacar Bah dit Bill                                         | Adéma-Pasj  |
| Commune VI  | 10           | Souleymane Dagnon                                             | Adéma-Pasj  |

Le conseil des ministres a adopté le 3 février 2010 un projet de décret portant nomination des membres de la délégation spéciale chargée d’administrer la commune IV à la suite de l’annulation des élections communales de 2009 dans cette commune. Cette délégation est présidée par Karim Togola, administrateur civil.
Chaque conseil communal élit également ses représentants au conseil de district :
| Parti        | Nombres d’élus |
| ------------ | -------------- |
| Adéma-Pasj   | 14             |
| Rpm          | 3              |
| Urd          | 3              |
| Cnid         | 2              |
| Mpr          | 2              |
| indépendants | 3              |
| Total        | 27             |

Ces conseillers du district élisent le maire du district.
Adama Sangaré (ADEMA/PASJ) a été élu maire du district de Bamako le 6 juillet 2007, en remplacement de Moussa Badoulaye Traoré, décédé le 6 juin 2007. Le vendredi 19 juin 2009, les 27 conseillers du district ont réélu à l’unanimité Adama Sangaré au poste de maire du district.

### Commissariats de police
La direction régionale de la police du district de Bamako dipose en 2022, de 20 commissariats qui contrôlent chacun un arrondissement de police. Depuis septembre 2022, les commissariats sont dénommées selon leur zone d'implantation et non plus par leur numéro d'arrondissement de police.

### Représentations étrangères
En 2024, soixante pays sont représentés à Bamako, par 40 ambassades, un consulat général, 17 consulats et deux représentations.

## Transport

### Transport ferroviaire
Une ligne de chemin de fer relie Bamako à Dakar en passant par Kati, Négala, Kita et Kayes.

### Transport aérien
L’aéroport international Modibo-Keïta est situé à 15 km du centre-ville et dessert les principales capitales des pays de la sous-région mais également du reste de l’Afrique et Paris.

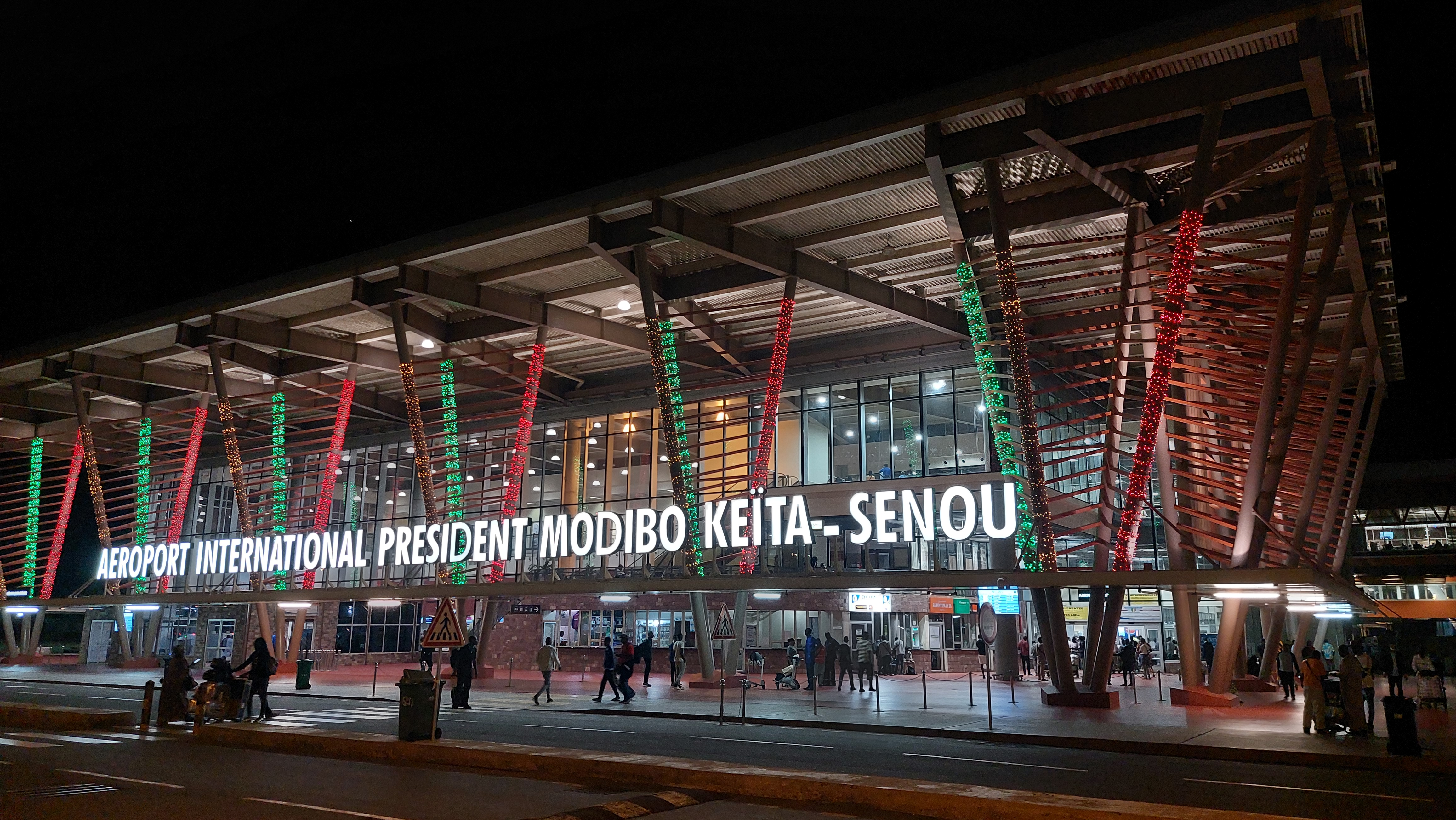
L’aéroport international Modibo-Keïta en 2022.

### Transport routier

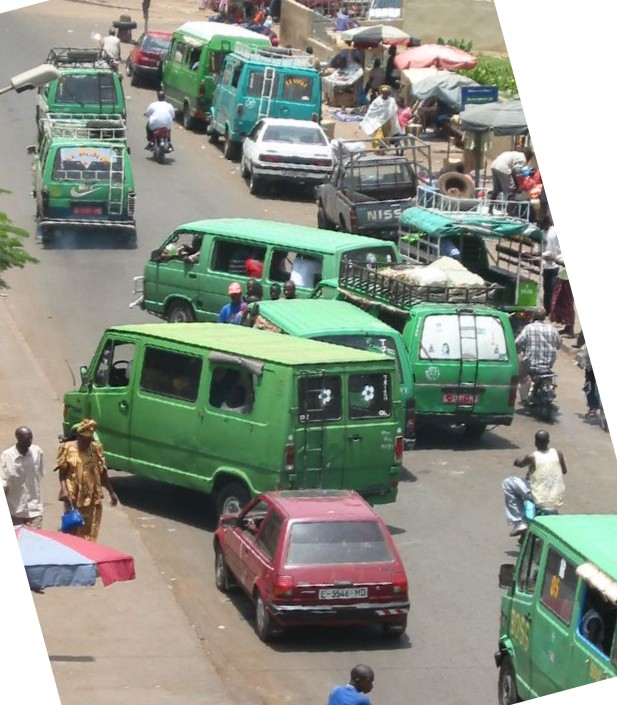
Transports collectifs à Bamako.

Route trans-sahélienne Dakar - N'Djamena  passe par Bamako. Le réseau routier permet de se rendre vers Koulikoro, Kati, Kolokani, Ségou, Sikasso. Des routes asphaltées relient Bamako aux principales grandes villes des régions. Le taxi-brousse est l'un des principaux éléments du transport routier au Mali.
À Bamako, les transports en commun se font par les lignes de bus Sotrama, les minibus collectifs de couleur verte, les taxis de couleur jaune, dont la CTC, le Collectif des Transports Communs de Bamako (filmographie), qui a pour axe unique la desserte du point G, Hôpital et Faculté.

### Transport fluvial
La navigation sur le fleuve Niger est possible à partir de Koulikoro vers Mopti et Gao. Une bonne partie du transport se fait par la Compagnie malienne de navigation.

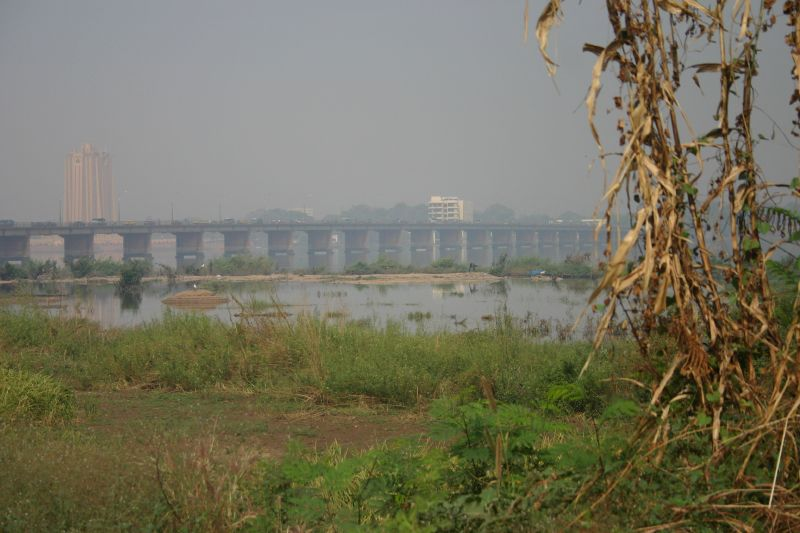
Pont de Bamako, enjambant le Niger.

La ville de Bamako est située de part et d’autre du fleuve Niger. Trois ponts relient les deux rives :
- Le pont des Martyrs (ancien pont Vincent Auriol avant l'indépendance, puis pont de Badalabougou, achevé en janvier 1960 et rebaptisé en mémoire des manifestants tués en mars 1991 par le régime de Moussa Traoré) ;
- Le pont du Roi-Fahd, du nom du (roi d'Arabie Saoudite ; bailleur de fonds), en amont du premier pont ;
- Le pont de l'amitié sino-malienne financé par la Chine. Localisé à hauteur de Sotuba en aval du premier pont non loin de l'ancienne chaussée submersible, il a comme objectif de désengorger la circulation dans la ville[44]. Il a été inauguré le 22 septembre 2011 lors du cinquante-et-unième anniversaire de l’indépendance[45]. Une chaussée submersible à Sotuba est praticable en période de basses eaux.

## Économie
L’agriculture est limitée essentiellement au maraîchage, la pêche (malgré la présence de pêcheurs bozos) et l’élevage sont peu développés.

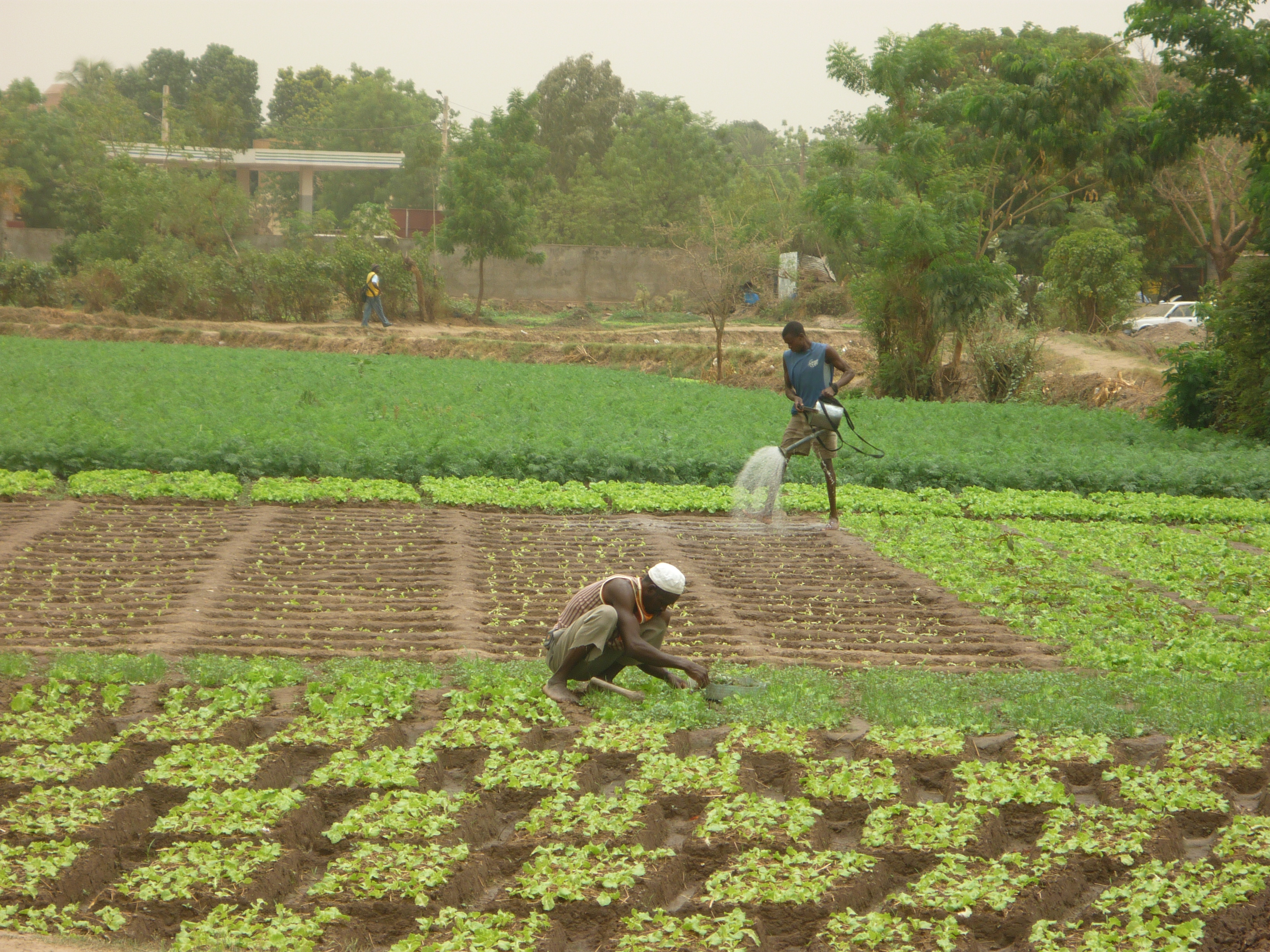
Maraîchers à Bamako.
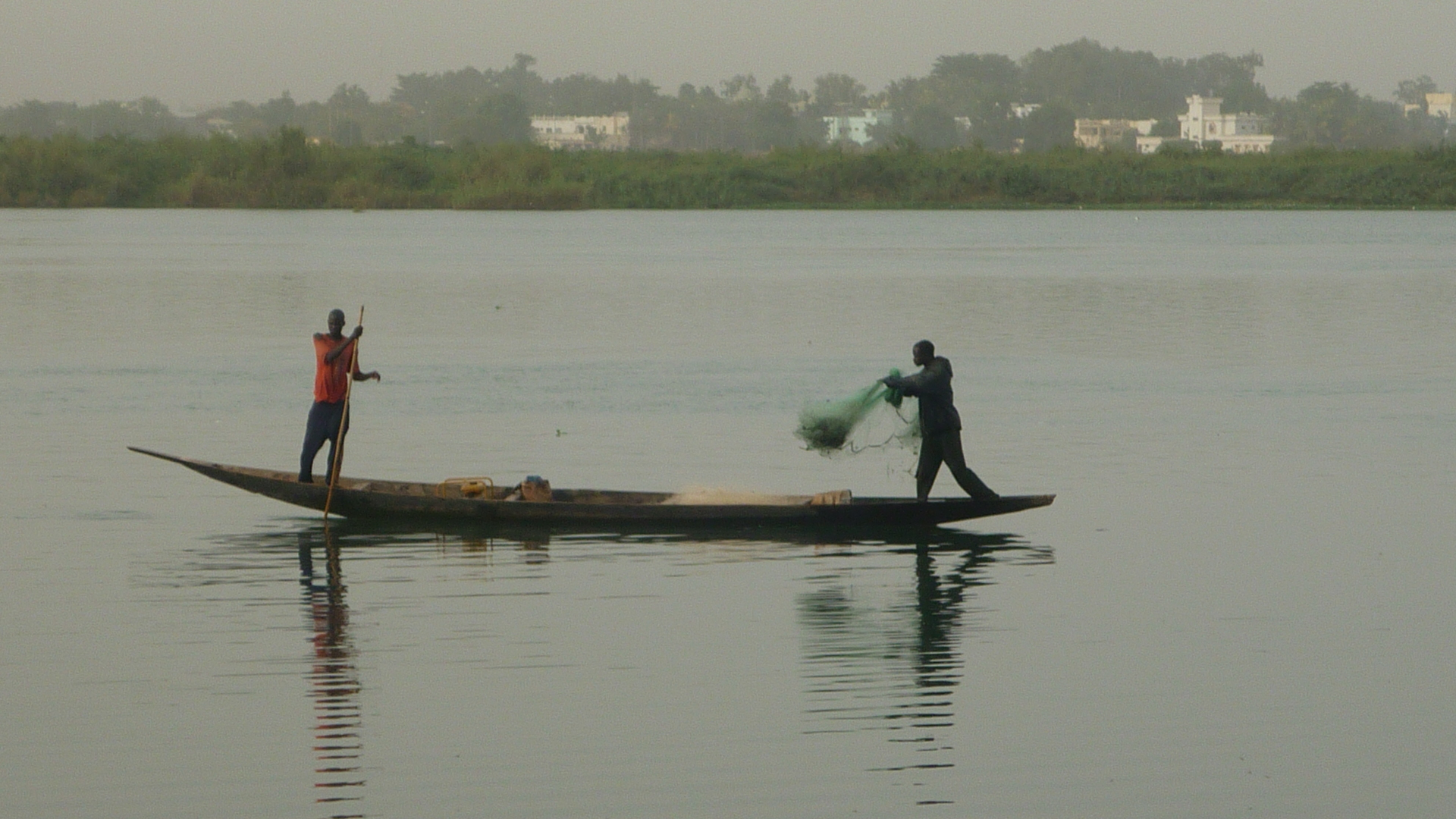
Pêcheurs sur le Niger.

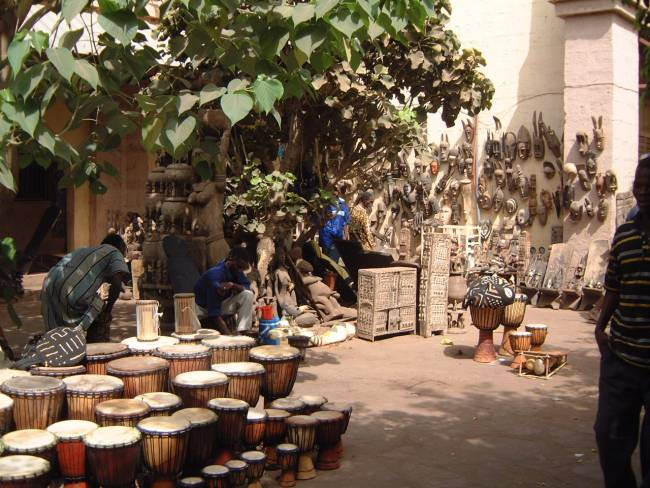
Artisanat au centre de Bamako.

Le district de Bamako concentre 70 % des entreprises industrielles.
Le secteur tertiaire est le plus développé, notamment l’artisanat (avec notamment la Maison des artisans) et le commerce. Mais Bamako est aussi le siège des grandes entreprises et des administrations du pays.
L'électricité, dont la distribution est assurée par Énergie du Mali, provient du barrage hydroélectrique de Sélingué.
La distribution d’eau potable à Bamako et à Kati est assurée par une station de pompage sur le fleuve Niger. Cependant, la capacité de 135 000 m3 d’eau potable par jour est insuffisante pour assurer les besoins estimés à 152 000 m3 durant la saison chaude entre avril et juin. Durant cette période, les quartiers situés en hauteur connaissent de fréquentes coupures d'eau dans la journée. Une nouvelle station de pompage a été ouverte à Kabala en 2009.

## Santé
L’hôpital du point G, construit entre 1906 et 1913, couvre une superficie de 25 hectares. Ancien hôpital militaire, devenu hôpital civil peu avant l’indépendance du Mali, il se situe sur une colline surplombant Bamako, nommée par les français Point G.

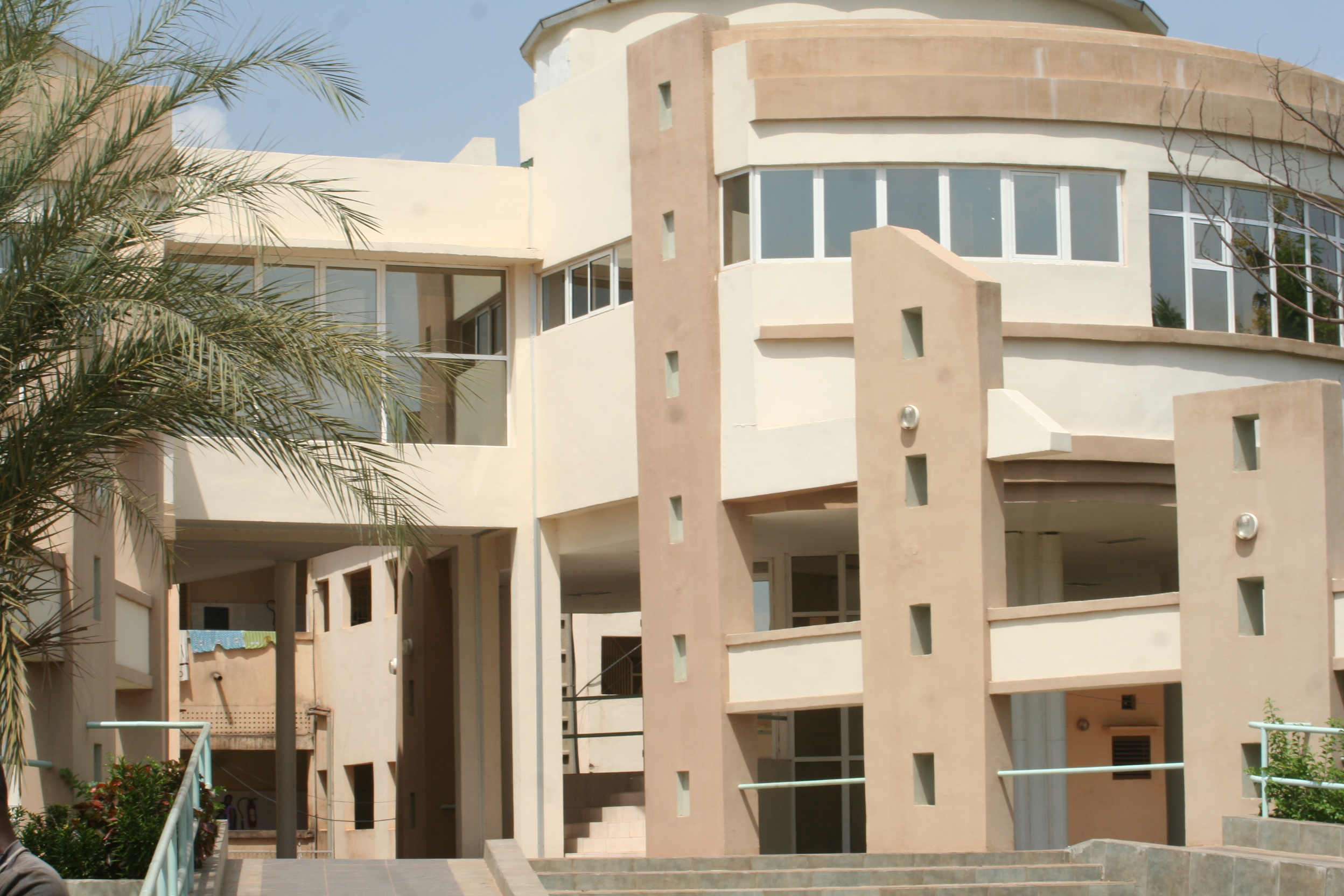
Le CHU Gabriel Touré en 2008.

Le deuxième hôpital de Bamako est le Centre hospitalo-universitaire Gabriel Touré qui porte le nom d’un jeune médecin et humaniste soudanais né en 1910 à Ouagadougou et mort en 1935 après avoir été contaminé par un malade atteint de la peste pulmonaire. Il a été créé le 17 janvier 1959 à la place d’un ancien dispensaire.
Un nouvel hôpital, dénommé « Hôpital du Mali », dont le contrat d'exécution de la construction a été signé le 27 décembre 2008 est en construction dans le quartier Yirimadio (rive droite de Bamako) dans la commune IV. Il comprendra un département mère-enfant (pédiatrie et gynécologie obstétrique), un département de médecine interne, d'imagerie médicale et un service d'hospitalisation de 150 lits, ainsi qu’un service d’urgence réanimation, un service technique de blocs opératoires, une unité d'hospitalisation du jour ou de courte durée. Cet hôpital est financé et équipé dans le cadre de la coopération sino malienne. L’Assemblée malienne a adopté le 6 mai 2010, un projet de loi dotant cette structure d’un statut officiel. Le Centre hospitalier mère-enfant - Le Luxembourg est un hôpital pédiatrique à Hamdallaye.
Bamako est aussi le siège de l'Institut d'ophtalmologie tropicale d'Afrique (IOTA-CHU), institut de référence dans le domaine ophtalmologique dans l'Ouest de l'Afrique.

## Éducation

### Établissements secondaires
- Lycée Oumar Bah de Kalaban
- Lycée Askia Mohamed
- Lycée Montesquieu
- Lycée Notre Dame du Niger (LNDN)
- Lycée Kankou Moussa
- Lycée Progrès
- Lycée Kodonso (« Kodonso » signifiant en Bambara « La maison du savoir »)
- Lycée Castors
- Lycée Cheick Anta Diop
- Établissement Liberté
- Lycée technique de Bamako
- Lycée Sacré cœur
- Lycée Massa Makan Diabaté
- Lycée Hamed Baba
- Lycée Keita Moussa
- lycée Dramane Diallo
- lycée Doulaye Baba de Dioumanzana (LDBD)
- Lycée la Fraternité de Sarambougou
- Lycée Privé Kany
- lycée cheikh Mohamed lamine drame (CMLD)
- Lycée Moderne Cheick Modibo Diarra (LMCMD)
- Lycée privé Soundiata Keïta de Bacodjocoroni ACI (LSK)
- lycée Baminata Coulibali (LBAC)

### Établissements universitaires
En 2011, quatre universités ont été fondées ; l’université des sciences sociales et de gestion de Bamako (USSGB), l’université des lettres et des sciences humaines de Bamako (ULSHB), l’université des sciences, des techniques et des technologies de Bamako (USTTB) et l’université des sciences juridiques et politiques de Bamako (USJPB). INTEC SUP
- Institut universitaire de gestion
- École nationale d’ingénieur
- Institut national de formation des travailleurs sociaux
- École supérieure des hautes études technologiques et commerciales
- École supérieure d’ingénierie, d’architecture et d’urbanisme (ESIAU)
- École normale supérieure de Bamako
- École normale d'enseignement technique et professionnel (ENETP)
- Université du Sahel de Bamako

## Évènements internationaux
Bamako est l'hôte de nombreuses manifestations internationales, comme le sommet Afrique-France en 2005 ou le Forum social mondial qui s'est tenu à Bamako du 19 au 23 janvier 2006.

### Jumelage
Bamako est jumelée avec plusieurs villes :
- Bordeaux ( France). Convention de partenariat depuis 1999
- Maubeuge ( France)
- Angers ( France) depuis 1974
- Rochester (New York) ( États-Unis) depuis 1975
- Dakar ( Sénégal) depuis 1974/1975
- Bobo-Dioulasso ( Burkina Faso) depuis 1994
- Leipzig ( Allemagne) depuis 1966
- Achgabat ( Turkménistan) depuis 1974
- São Paulo ( Brésil)
- Banjul ( Gambie) en cours
- Nouakchott ( Mauritanie)[54].

## Culture

### Monuments et sites

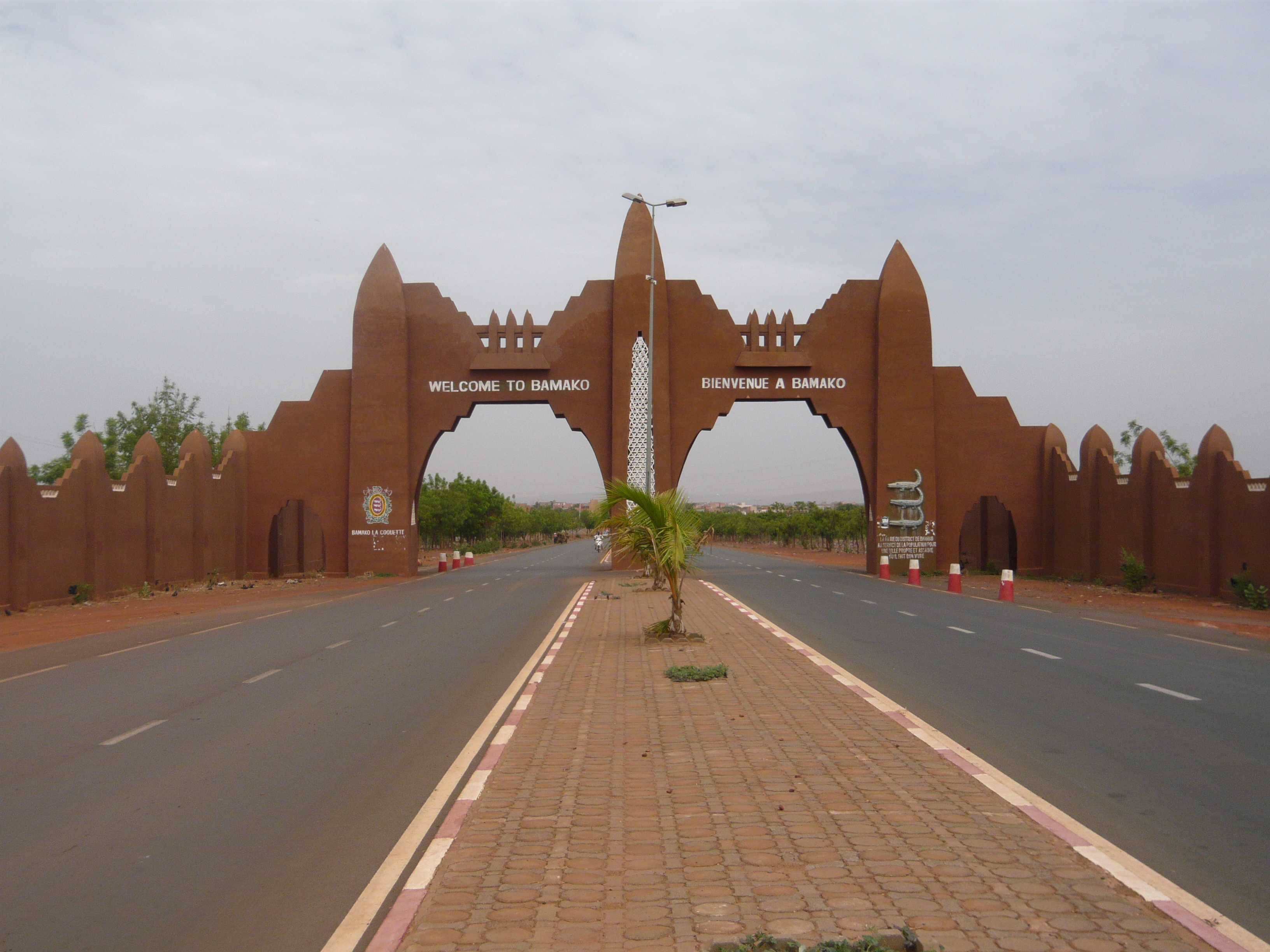
Arche d'entrée de Bamako depuis l'aéroport.

Bamako étant la capitale politique et administrative, les principaux ministères se situent dans le quartier du Fleuve. La présidence de la République est installée dans le palais de Koulouba, situé sur une colline baptisée par les Bamakois « colline du pouvoir ». Ce palais a été construit en 1908 pour abriter la résidence du gouverneur du Soudan français pendant la colonisation.
Le musée national du Mali a été construit en 1979 par les architectes Jean-Loup Pivin et Pascal Martin Saint-Léon, en banco stabilisé en s’inspirant du style soudanais. Il propose plusieurs expositions à partir de nombreux témoignages matériels de la vie culturelle des sociétés maliennes : sur l'artisanat traditionnel et moderne, la vie quotidienne, la statuaire, les objets de culte ou de pouvoir… Il met en valeur les arts contemporains : les arts plastiques ou la photographie, ainsi qu’une collection sur la préhistoire au Mali. À proximité se trouve un jardin botanique présentant les principales espèces caractéristiques ainsi qu’un parc zoologique de 17 hectares.
Le Marché rose est situé au cœur de Bamako. Construit pendant la colonisation française, il fut dévasté par un incendie en 1993 puis reconstruit. Il est le poumon économique de la ville, avec l’autre grand marché, celui de Médine.
La Maison des artisans, construite en 1933, est située à proximité de la grande mosquée. Elle regroupe les différents types de productions artisanales du pays (bois, or, fer, cuir…).
Le Palais de la Culture Amadou Hampaté Ba qui se trouve au bord du fleuve Niger à Badalabougou est l'espace culturel qui abrite les grandes rencontres artistiques et culturelles nationales et internationales. 

Sculptures monumentales
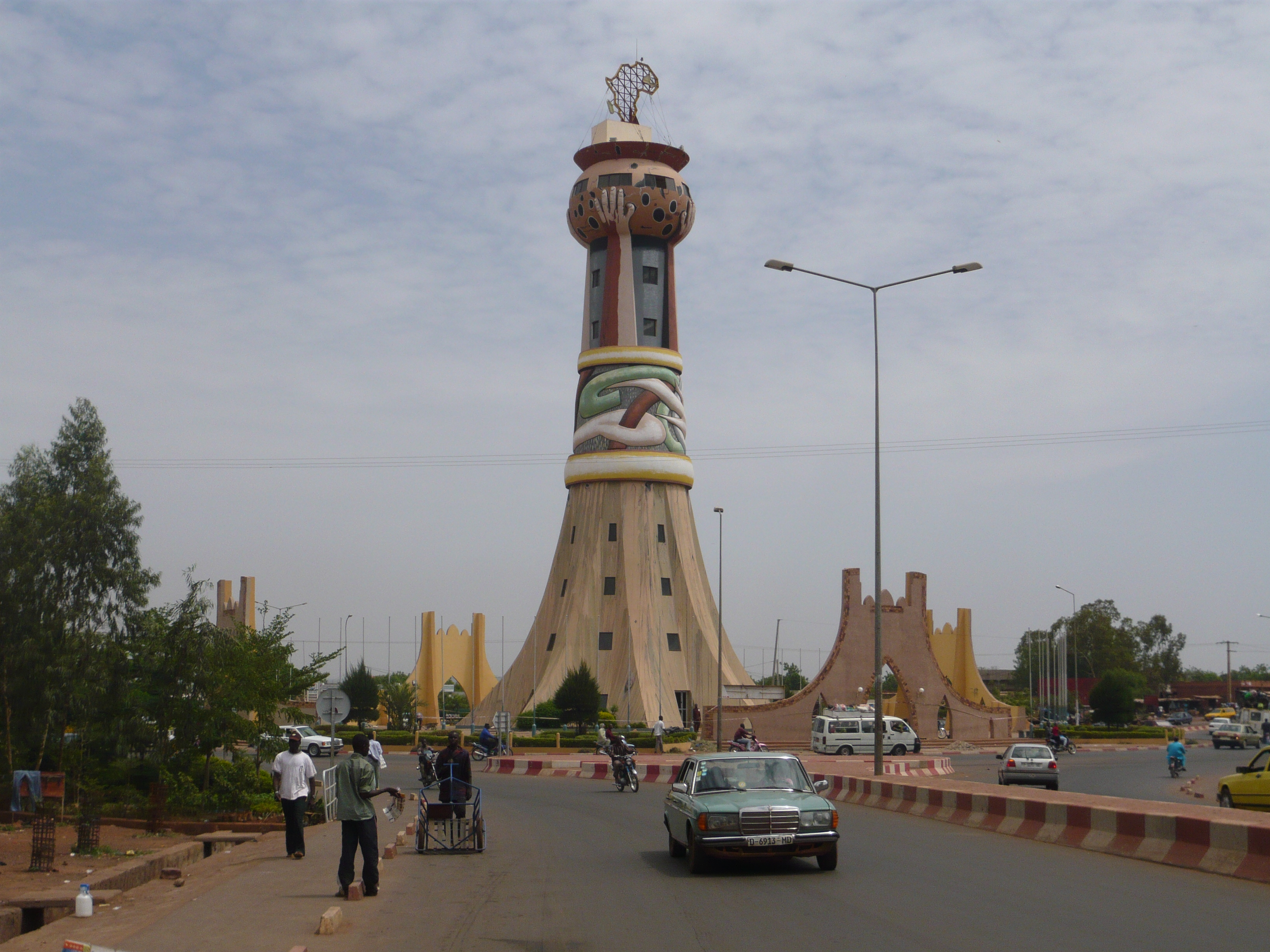
La Tour d'Afrique en 2008.
Monument aux héros de l'armée noire, place de la Liberté.
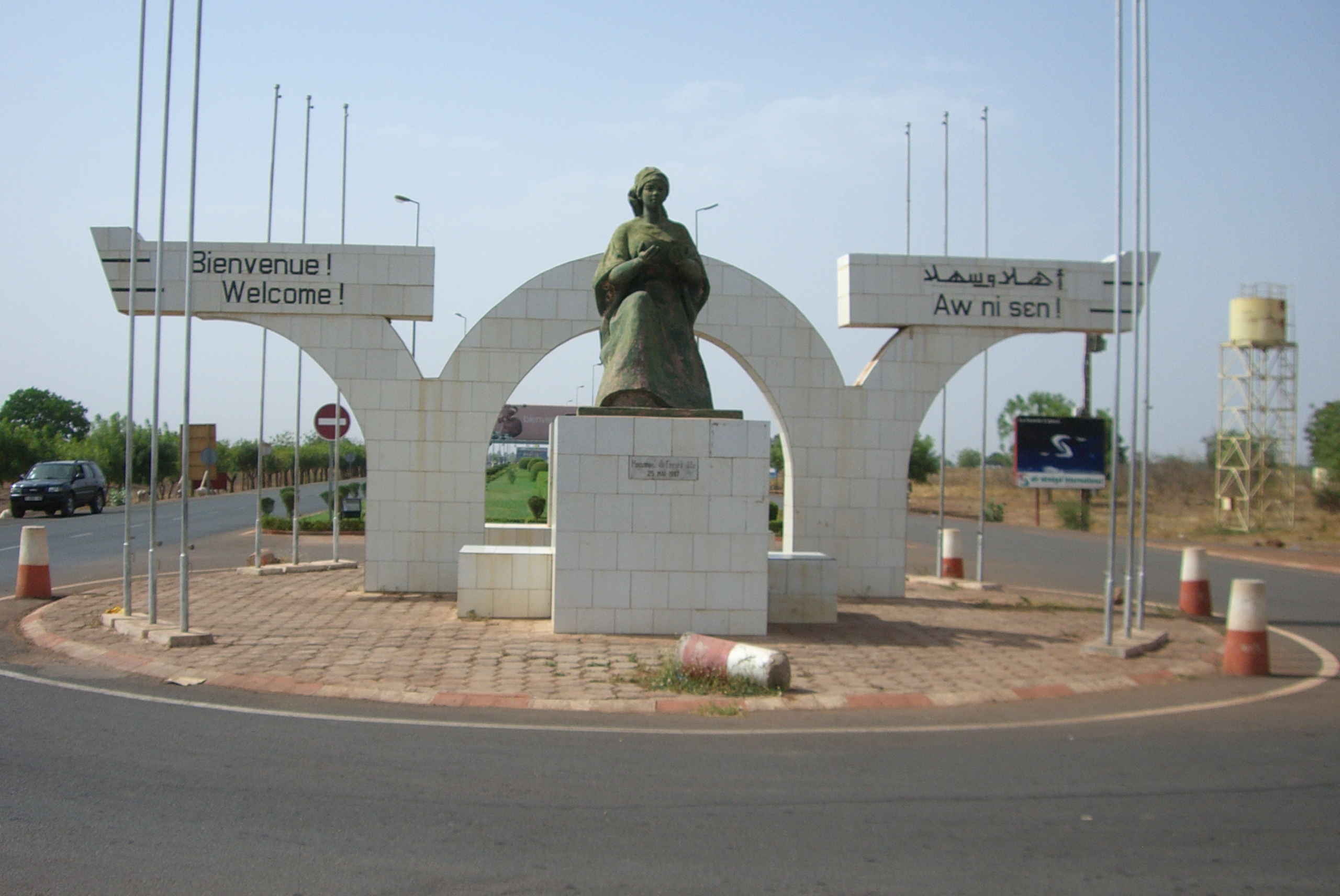
Le Monument de l'hospitalité en 2009.
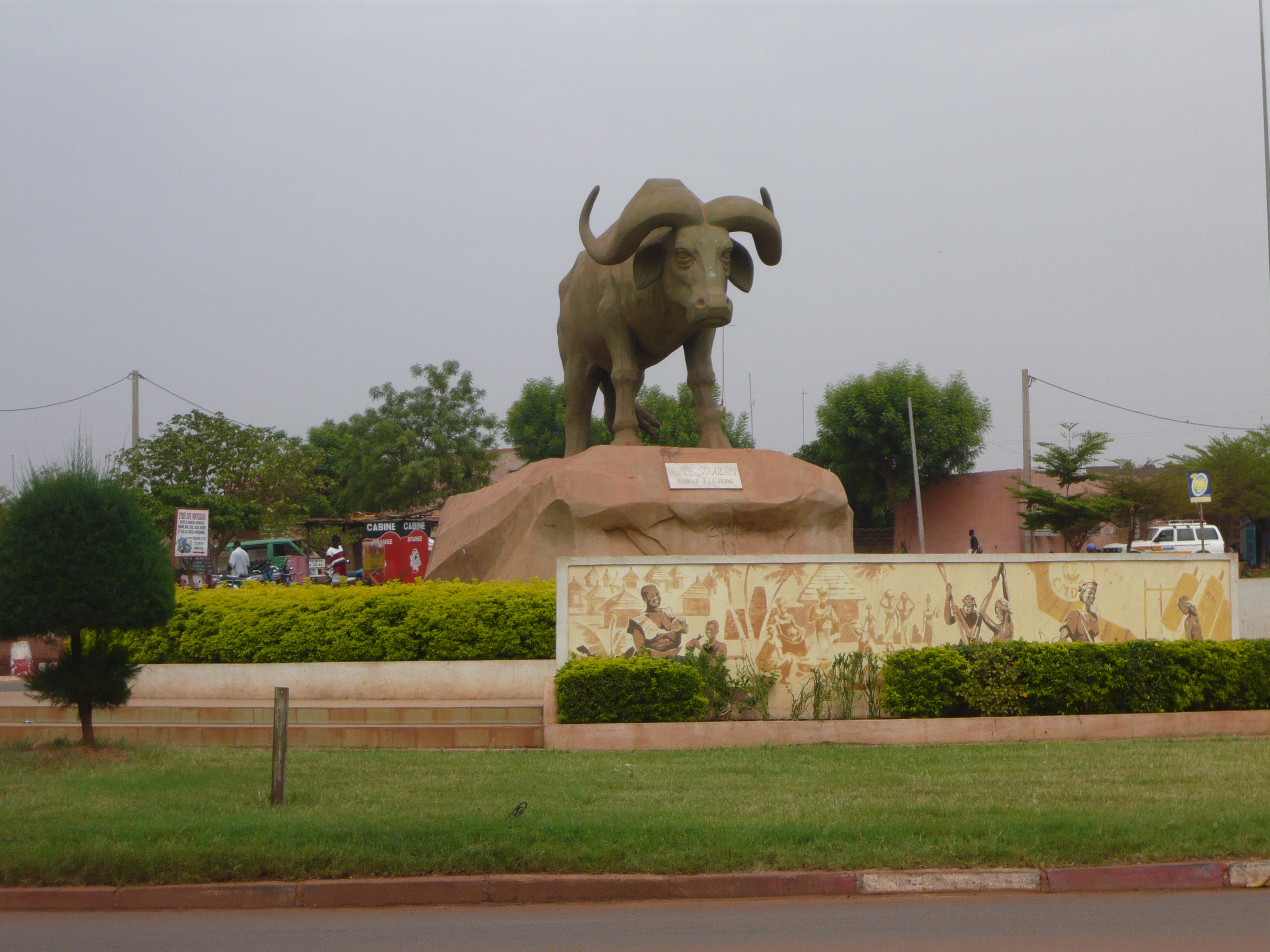
Place Sogolon en hommage à Sogolon Kondé, mère de Soundiata Keita.
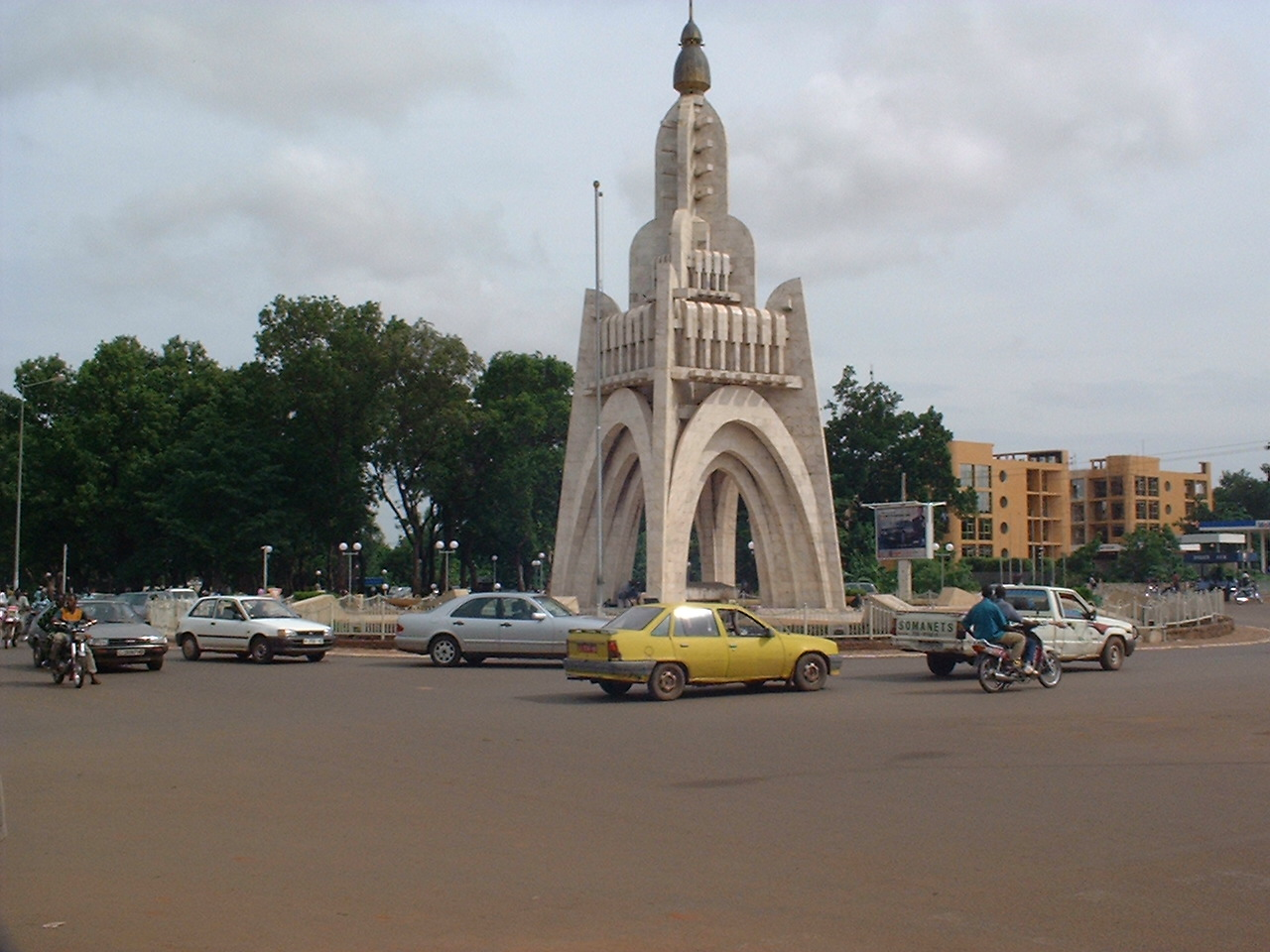
Le monument de l'Indépendance.
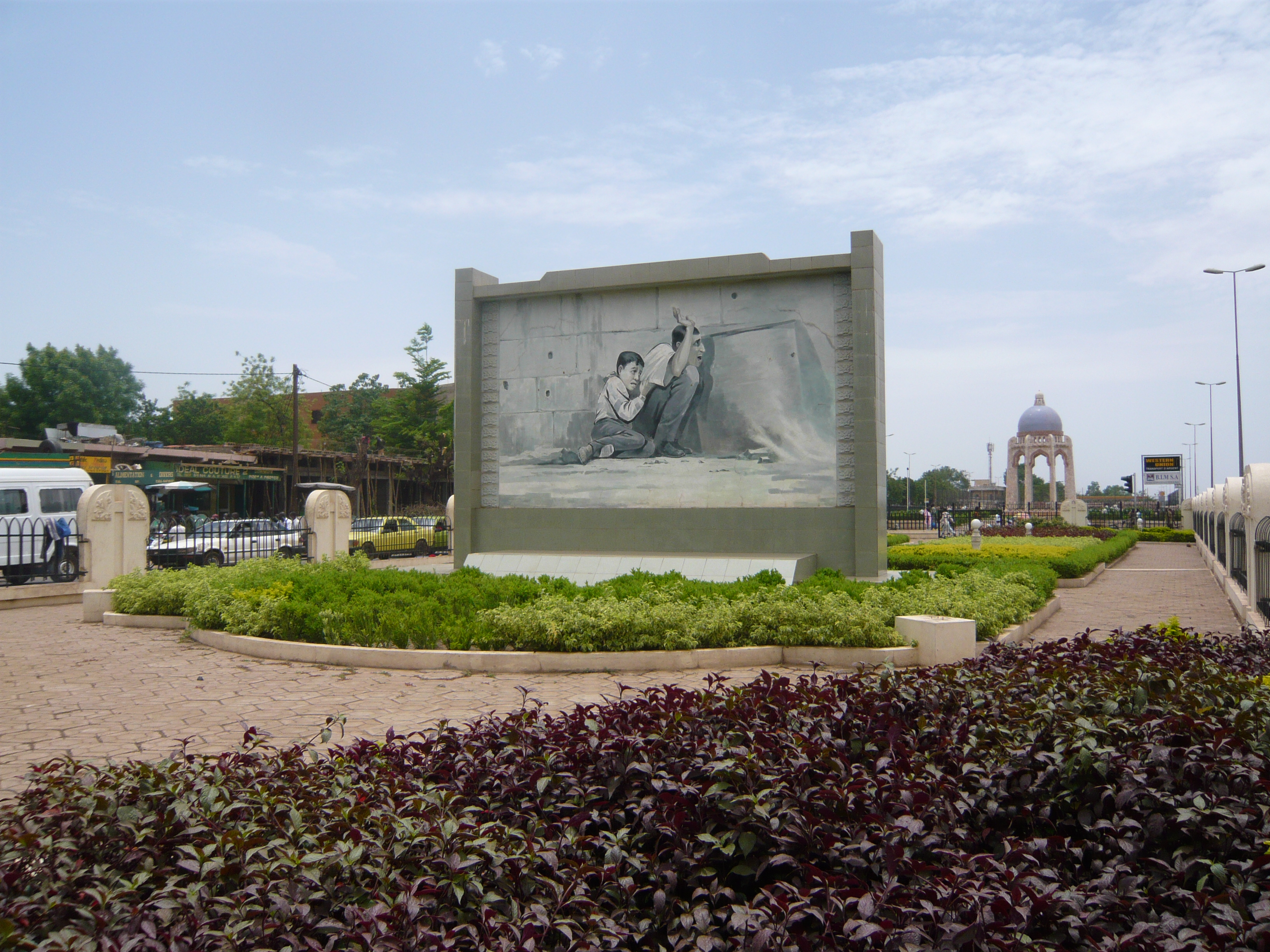
Monument de l'enfant palestinien et Monument Al-Qods.

Bâtiments remarquables
Cathédrale du Sacré-Cœur-de-Jésus.
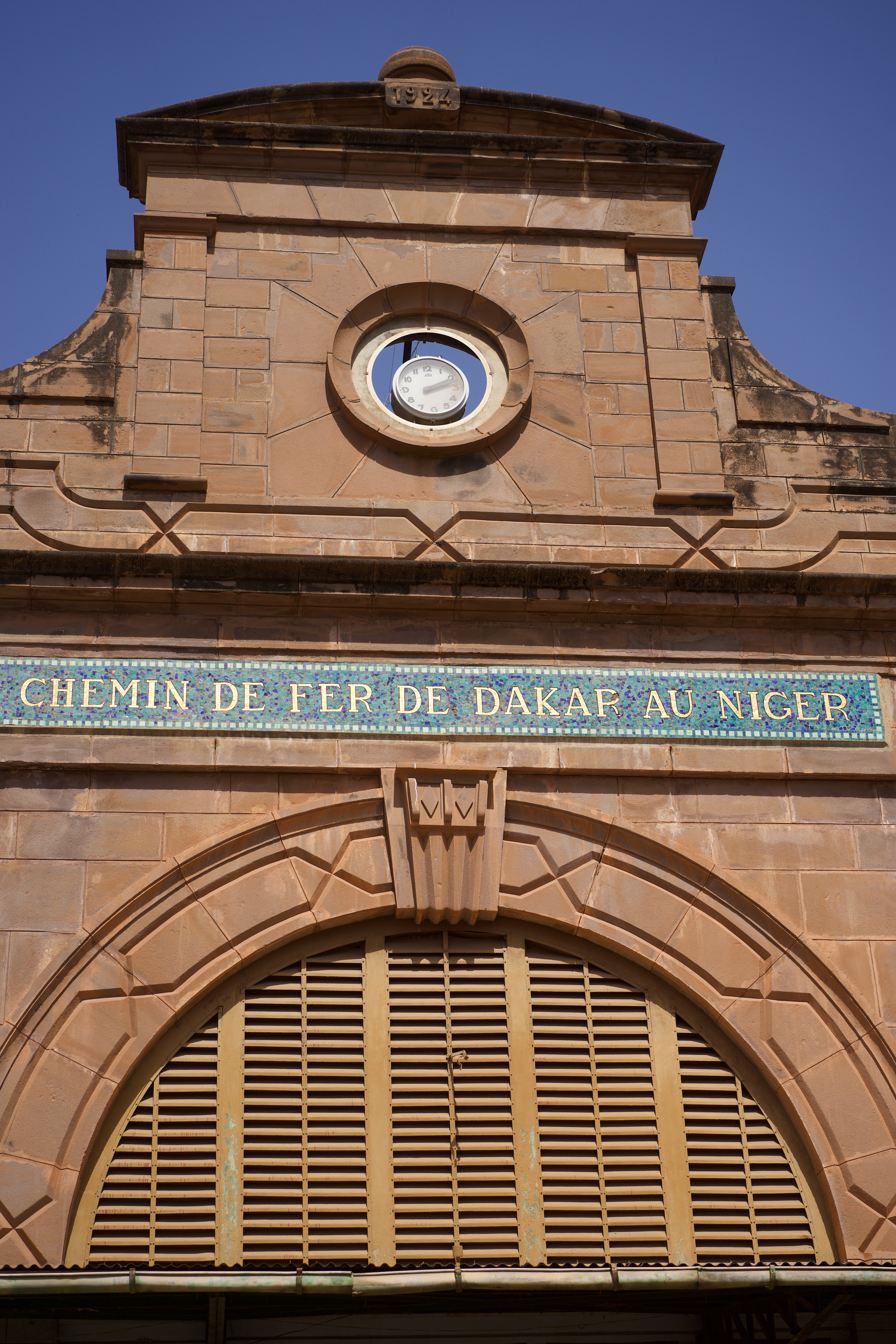
Gare de Bamako.
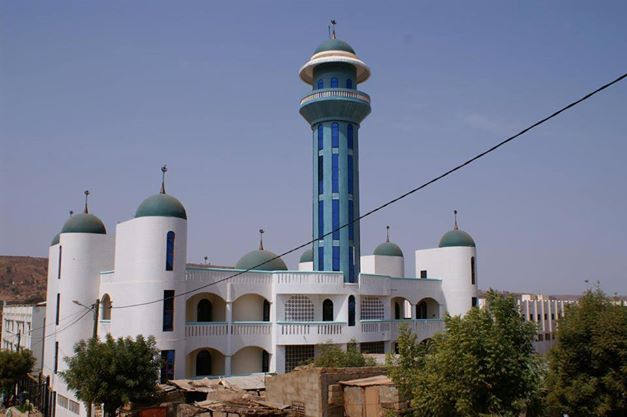
Mosquée à Banconi.
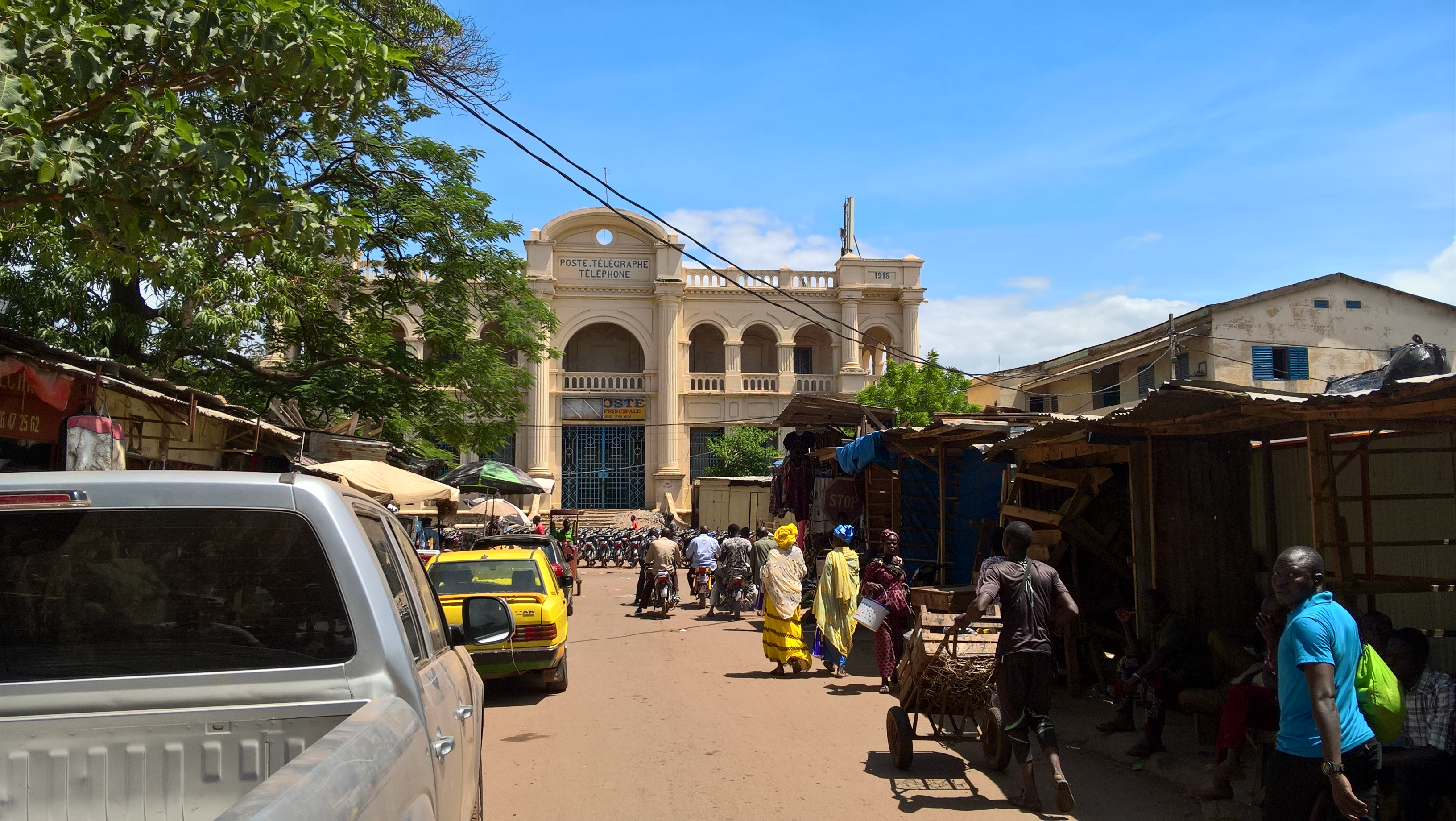
Le bureau de Poste en 2018.

### Manifestations culturelles
Bamako abrite différentes manifestations d'ampleur nationale et internationale, comme les Rencontres africaines de la photographie et le Festival international de percussion de Bamako.

L’Institut national des arts de Bamako en 1972.

Le Festival des réalités est un festival de théâtre se déroulant à Bamako au mois de décembre. Ce festival a été créé en 1996 par Adama Traoré, comédien, metteur en scène et professeur d’art dramatique à l’Institut national des arts de Bamako. Il est organisé par l’association malienne Acte SEPT. Le Festival du Théâtre des Réalités se développe, depuis la 2e édition du festival en 1997, dans le cadre d’un partenariat avec la ville d’Angers. Il est devenu biennal depuis 2000. La 7e édition a eu lieu du 10 au 17 décembre 2004. Ce festival théâtral propose une ouverture pluridisciplinaire avec de la danse, de la musique, des arts visuels. Outre une programmation de qualité avec des créations théâtrales provenant d‘Afrique de l’Ouest, il propose des lectures publiques, des conférences et des stages pour les professionnels. Le festival est ancré dans les réalités de l’Afrique d’aujourd’hui (le thème de la 7e édition était « Femmes et stéréotypes »). Son ambition est de favoriser la rencontre des différents acteurs culturels : artistes, diffuseurs, public, médias…
La première édition du festival Les Voix de Bamako, organisé par l’association Kolomba au palais de la Culture Amadou Hampâté Bâ. Il a comme objectif la promotion de la tradition, de l’art et de la culture du Mali et de l’Afrique.

### Espaces culturels et musées
- Centre culturel français[56].

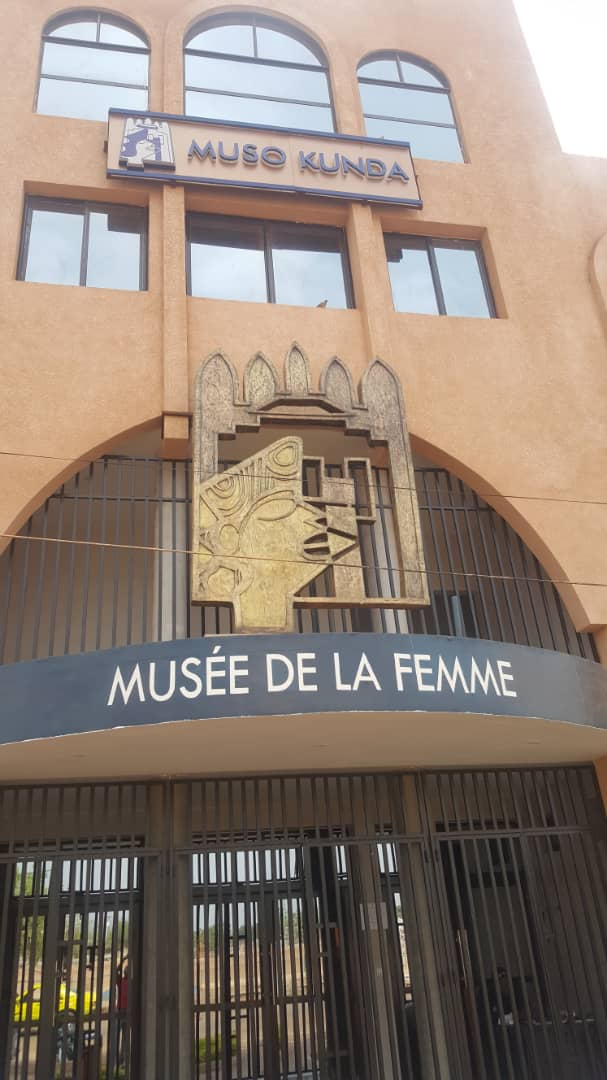
Musée de la Femme.

- Bibliothèque nationale du Mali abritant la Maison africaine de la photographie.
- Le musée de la Femme.
- Le musée national du Mali (les coutumes et le textile).
- Le site archéologique et les peintures rupestres.
- Le Conservatoire des Arts et Métiers multimédias Balla Fasseke Kouyaté est un établissement d’enseignement supérieur dans les domaines artistiques : danse, musique, art plastique et multimédia. Il est dirigé par Abdoulaye Konaté[57].
- Palais de la Culture Amadou Hampaté Ba

### Cinéma et télévision
- Bamako est un film du cinéaste mauritanien Abderrahmane Sissako, dont l'action se déroule à Bamako.

### Héraldique
Blason de Bamako : de gueules aux trois caïmans d'or posés en pal,.

## Quelques personnalités liées à la ville

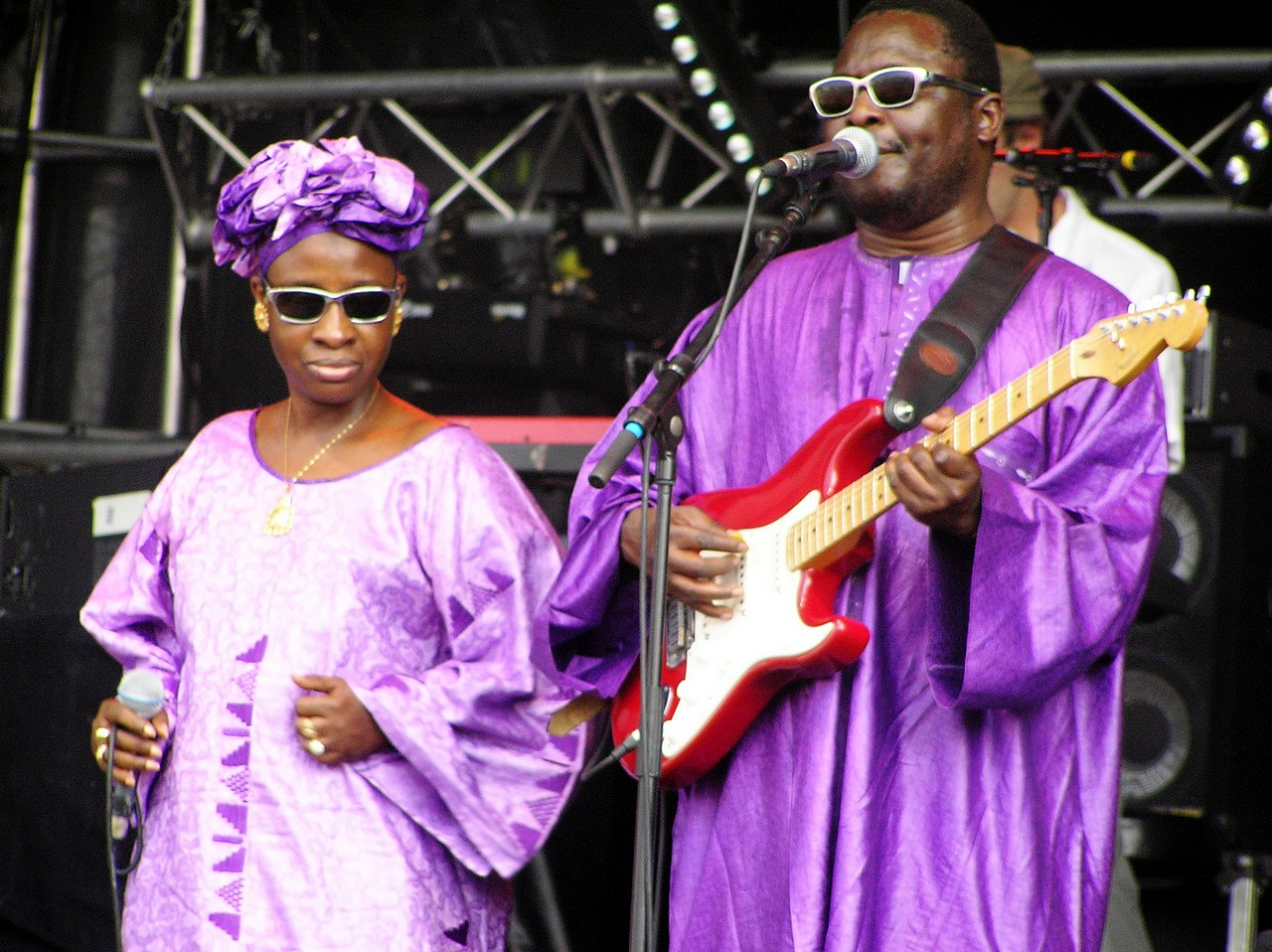
Le duo musical Amadou et Mariam.
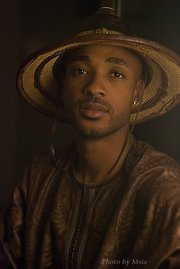
Le rappeur Amkoullel.
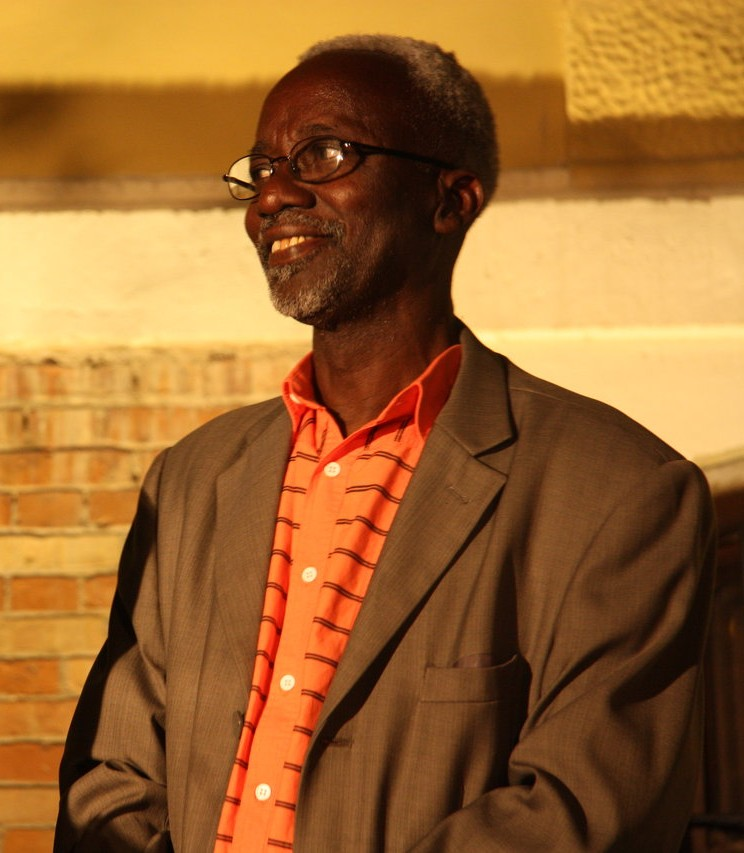
Le réalisateur Souleymane Cissé.
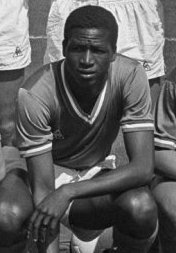
Le footballeur Salif Keita.
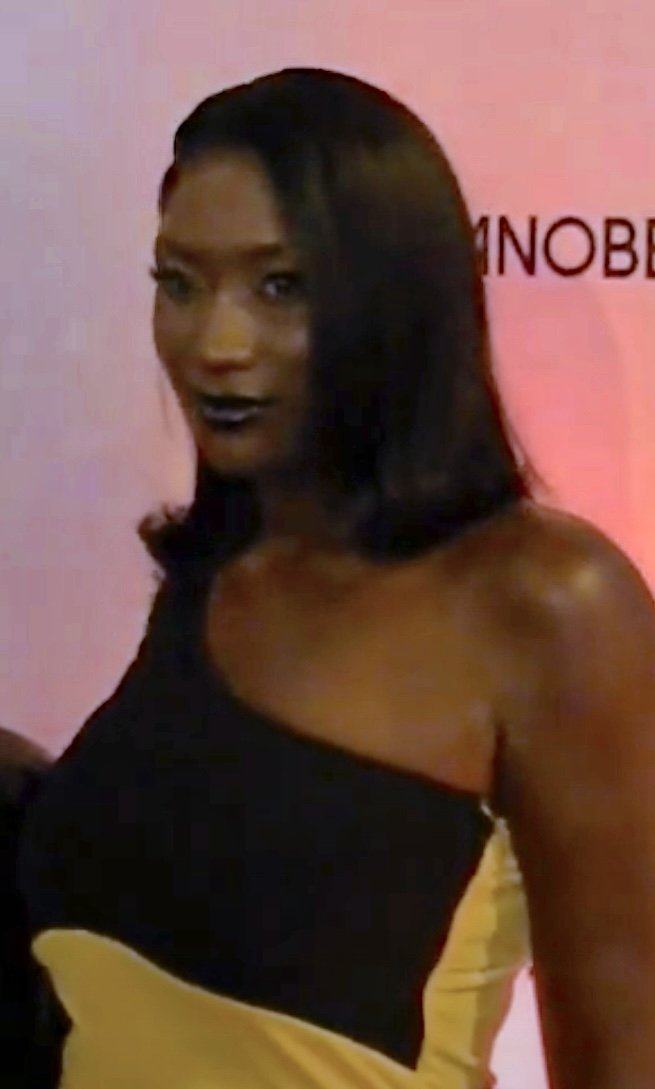
La chanteuse Aya Nakamura.
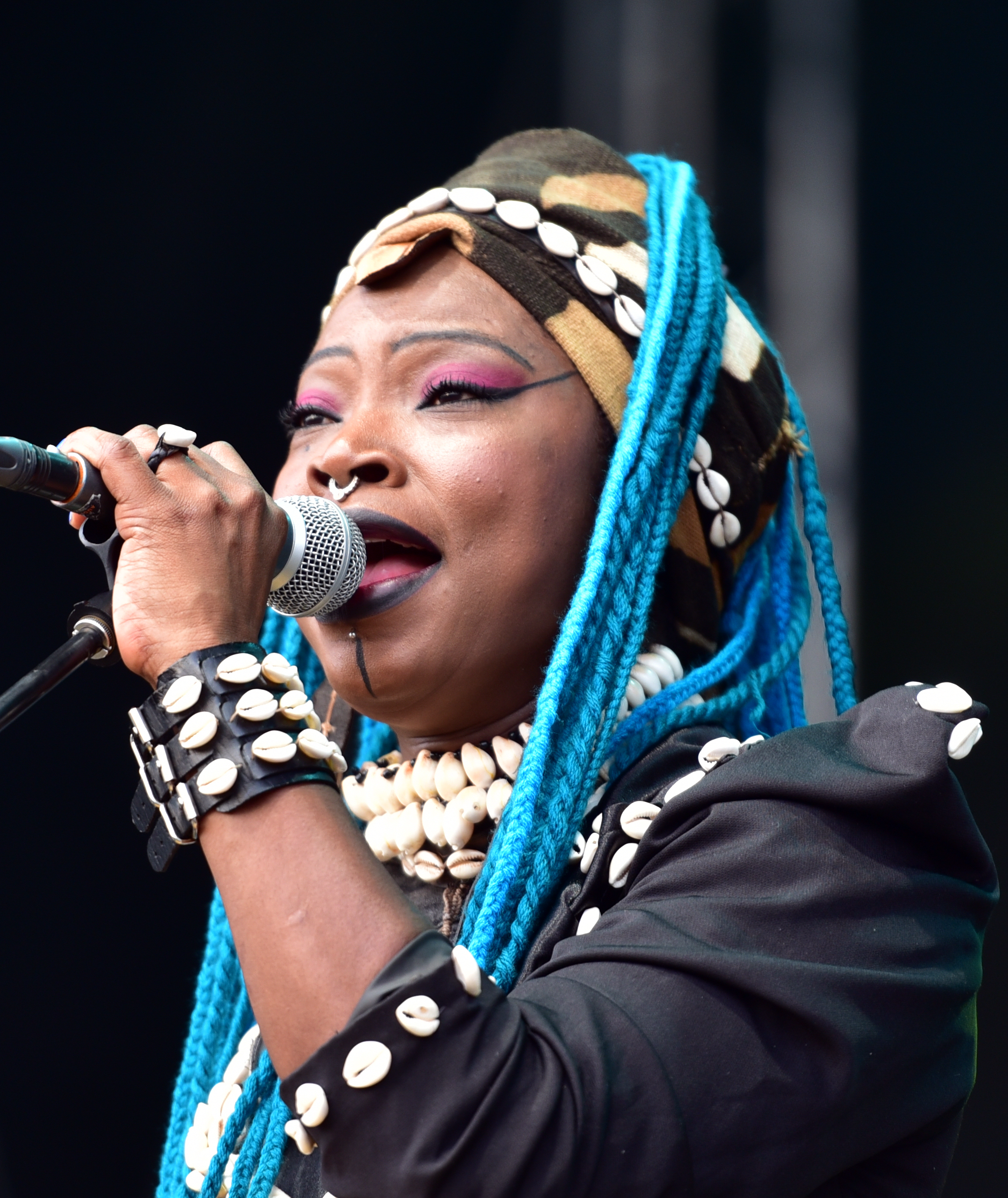
La chanteuse Oumou Sangaré.

- Amadou et Mariam
- Amkoullel
- Amadou Bourou
- Mohamed Camara
- Souleymane Cissé
- Idrissa Coulibaly
- Malick Coulibaly
- Fatoumata Diabaté
- Massa Makan Diabaté
- Drissa Diakite
- Mahamadou Diarra
- Drissa Diarra
- Sangaré Niamoto Ba
- Adama Drabo
- Amara Kallé
- Salif Keita
- Seydou Keïta
- Seydou Badian Kouyaté
- Sotigui Kouyaté
- Hamchétou Maïga-Ba
- Modibo Maïga
- Inna Modja
- Sangaré Niamoto Ba
- Amadou Sidibé
- Malick Sidibé
- Bakary Soumare
- Jean Tigana
- Fantani Touré
- Oumou Touré Traoré
- Sidi Touré
- Dramane Traoré
- Shaïda Zarumey
- Mariam Travélé
- Aya Nakamura
- Nema Sagara
- Sidiki Diabaté
- Alpha Oumar Konaré
- Modibo Sidibé
- Oumou Sangaré

## Sports

Stade du 26-Mars.

Plusieurs stades sont construits à Bamako : stade Mamadou Konaté, stade omnisports Modibo-Keïta, stade Ouezzin-Coulibaly, stade du 26-Mars.
La plupart de ces stades ont été agrandis et modernisés pour la Coupe d'Afrique des nations de football 2002 qui a eu lieu au Mali.
Le Stade malien, le Djoliba AC, le Centre Salif-Keita et le Yeelen Olympique sont des clubs de football basés à Bamako.
Le Panafrican meeting est un meeting d'athlétisme qui se déroule chaque année à Bamako.

### Filmographie
- Bamako, sortir du point G, film documentaire de Jean-Bernard Andro, CECOM Europe, Lorquin ; CNASM, 1993, 22 min (VHS)
- Bamako : les fils de Soundjata, film documentaire de David Desrame et Dominique Maestrali, ACCAAN, Caen ; La Médiathèque des trois mondes, Paris, 1996, 52 min (VHS)
- Les requins de BamaKo, film documentaire d'Ibrahim Kaba, association DEME-SO MALI, 2015, 34 min